# 世界重要農業遺産システム
世界重要農業遺産システム（せかいじゅうようのうぎょういさんシステム、英語: Globally Important Agricultural Heritage Systems=GIAHS（ジアス）／通称「世界農業遺産」）とは、伝統的な農業や林業・漁業によって育まれ維持されてきた土地利用（農地やため池・水利施設などの灌漑）とその技術や文化風習などを一体的に認定し、次世代への継承を図る目的に2002年に国連食糧農業機関（FAO）が創設した制度で、対象地を取り巻く生物多様性の保全や持続可能な農業の実践地域となる
。
GIAHSイニシアティブによる認定サイトは2025年時点で北米とオセアニアを除く29の国と地域、合計で99サイトとなる。

## 基本理念
FAOは食糧危機を見据え農業の大規模化を推進し、緑の革命の考え方をうけ品種改良や肥料を大量に用いることでの生産性・収穫量の向上を是としてきた。その結果、一部の地域では環境破壊や企業参入による農業の工業化と寡占といった問題が生じてしまった。その反省を踏まえ、農業の原点を再確認し、農業就労者の減少と高齢化という問題も交えて考えていこうという取り組みが農業遺産の基本的姿勢である。

## 登録地
地域別（FAOによる区分）・国名アルファベット順・登録年次順

アジア
 バングラデシュ
- Floating Garden Agricultural Practices（浮遊農業システム）：2015年登録、現地ではベイラ（baira）・ゲト（geto）・ダハップ（dhap）などと呼ばれる束ねた浮草上での水耕栽培

 中国
- Rice Fish Culture（水田養魚[6]／浙江省青田県）：2005年登録
- Wannian Traditional Rice Culture（万年の伝統稲作／江西省）：2010年登録
- Hani Rice Terraces（ハニ族の棚田／雲南省）：2010年登録、世界遺産
- Dong's Rice Fish Duck System（トン族の稲作・養魚・養鴨／貴州省）：2011年登録
- Pu'er Traditional Tea Agrosystem（普洱の伝統的茶農業／雲南省）：2012年登録、世界遺産「景邁山古茶林（中国語版）の文化的景観」
- Aohan Dryland Farming System（敖漢旗の乾燥地農業／内モンゴル自治区赤峰市）：2012年登録
- Kuaijishan Ancient Chinese Torreya（会稽山の古代中国トレヤ(榧)／浙江省紹興市）：2013年登録
- Urban Agricultural Heritage – Xuanhua Grape Garden（宣化の伝統的ぶどう栽培／河北省張家口市）：2013年登録
- Jiaxian Traditional Chinese Date Gardens（郟県の伝統的な中国ナツメ庭園／河南省）：2014年登録
- Xinghua Duotian Agrosystem（伝統的な興化垜田農業システム／江蘇省）：2014年登録
- Jasmine and Tea Culture System of Fuzhou City（福州市のジャスミンと茶文化システム／福建省）：2014年登録
- Huzhou Mulberry-dyke and Fish Pond System（湖州の桑の堤防による養魚池システム／浙江省）：2017年登録
- Diebu Zhagana Agriculture-Forestry-Animal Husbandry Composite System（迭部扎尕那の農林畜産システム／甘粛省テウォ県）：2017年登録
- Xiajin Yellow River Old Course Ancient Mulberry Grove System（夏津の黄河故道における伝統的桑栽培システム／山東省）：2018年登録
- Rice Terraces in Southern Mountainous and Hilly areas（中国の南部山岳丘陵地域における棚田システム）…湖南省紫鵲界棚田（国際かんがい排水委員会のかんがい施設遺産）、広西チワン族自治区龍勝棚田、江西省崇義客家棚田、福建省尤渓県联合村棚田 ：2018年登録
- Shexian Dryland Stone Terraced System（渉県の乾地石棚システム／河北省邯鄲市）：2022年登録
- Anxi Tieguanyin Tea Culture System（安渓の鉄観音茶文化システム／福建省泉州市）：2022年登録
- Ar Horqin Grassland Nomadic System in Inner Mongolia（アルホルチンの草原遊牧システム／内モンゴル自治区）：2022年登録
- Qingyuan Forest-Mushroom Co-culture System in Zhejiang Province（慶元の森林でのキノコ栽培システム／浙江省）：2022年登録
- Xianju Ancient Chinese Waxberry Composite System in Zhejiang Province（仙居の古代中国ヤマモモ複合システム／浙江省）：2023年登録
- Tongling White Ginger Plantation System in Anhui Province（銅陵の白生姜農園システム／安徽省）：2023年登録
- Kuancheng Traditional Chestnut Eco-Planting System in Hebei Province（寛城の伝統的栗生態植林システム／河北省）：2023年登録
- Deqing Freshwater Pearl Mussels Composite Fishery System in Zhejiang Province（徳清の淡水真珠貝複合漁業システム／浙江省）：2025年登録
- Fuding White Tea Culture System in Fujian Province（福鼎の白茶栽培システム／福建省）：2025年登録
- Gaolan Shichuan Ancient Pear Orchard System in Gansu Province（高藍石川の古代梨園システム／甘粛省）：2025年登録

 インド
- Koraput Traditional Agriculture（コラプット（英語版）の伝統農業／オリッサ州）：2012年登録
- Kuttanad Below Sea Level Farming System（クッタナド（英語版）の海抜下の農業システム／ケーララ州）：2013年登録

（ ジャンムー・カシミール） 
- Saffron Heritage of Kashmir（カシミールのサフラン栽培）：2011年登録

 インドネシア
- Salak Agroforestry System in Karangasem, Bali（バリ島カランガスム県のサラク・アグロフォレストリー・システム）：2024年登録、世界遺産「バリ州の文化的景観 : トリ・ヒタ・カラナの哲学を表現したスバック・システム」と相互補完

 イラン
- Qanat Irrigated Agricultural Heritage Systems, Kashan（エスファハーン省カーシャーンのカナート灌漑農業遺産システム）：2014年登録、世界遺産「ペルシア式カナート」の構成資産の一つ
- Qanat-based Saffron Farming System in Gonabad（ゴナーバード（英語版）のカナートを拠点とするサフラン農業システム）：2018年登録、世界遺産「ペルシア式カナート」の構成資産の一つ
- Grape Production System in Jowzan Valley（ジョーザン渓谷（英語版）のブドウ生産システム）：2018年登録
- Estahban Rainfed Fig Orchards Heritage System, Fars Province（ファールス州エスタフバン（英語版）の天水貯水によるイチジク果樹園システム）：2023年登録
- Traditional Walnut Agricultural System in Tuyserkan, Hamedan Province（ハマダーン州トゥイセルカン（英語版）の伝統的なクルミ農業システム）：2023年登録
- Ancient Traditional Gardens of Qazvin Bāghestān（ガズヴィーン州バゲスタン（英語版）の古代の伝統的な庭園）：2023年登録

 日本
- Noto's Satoyama and Satoumi（能登の里山里海）：2011年登録[6] [注 5]
- Sado’s Satoyama in Harmony with Japanese Crested Ibis（トキと共生する佐渡の里山）：2011年登録[6]
- Traditional Tea-grass Integrated System in Shizuoka（静岡の伝統的な茶草場農法）：2013年登録
- Managing Aso Grasslands for Sustainable Agriculture（阿蘇草原の持続的農業）：2013年登録、文化財保護法に基づく重要文化的景観にも選定。
- Kunisaki Peninsula Usa Integrated Forestry, Agriculture and Fisheries System（国東半島・宇佐の農林水産循環システム）：2013年登録[注 6]
- Ayu of the Nagara River System（清流長良川の鮎〜里川における人と鮎のつながり）：2015年登録[7]、重要文化的景観にも選定。
- Minabe-Tanabe Ume System（みなべ・田辺の梅栽培）：2015年登録
- Takachihogo-Shiibayama Mountainous Agriculture and Forestry System（高千穂郷・椎葉山の山間地農林業）：2015年登録
- Osaki Kôdo's Traditional Water Management System for Sustainable Paddy Agriculture（大崎耕土の巧みな水管理による水田農業システム）：2017年登録
- Nishi-Awa Steep Slope Land Agriculture System（にし阿波の傾斜地農耕システム）：2018年登録
- Traditional Wasabi Cultivation in Shizuoka（静岡水わさびの伝統栽培）：2018年登録
- Biwa lake to land integrated system（琵琶湖システム）：2022年登録
- Fruit Cultivation System in Kyoutou Region, Yamanashi（山梨県峡東地域の果実栽培システム）：2022年登録[10]
- Integrated Farming System for Harmonizing People and Cattle in the Mikata District（兵庫県美方郡の但馬牛統合農業システム）：2023年登録
- Fallen Leaves Compost Agroforestry System in Musashino Upland, in the peri-urban area of Tokyo（東京近郊の武蔵野台地の落ち葉堆肥農法）：2023年登録

 韓国
- Traditional Gudeuljang Irrigated Rice Terraces in Cheongsando（青山島のクドゥルチャンノン）：2014年登録、クドゥルはオンドルの別称、チャンノンは農地のような意味。オンドルに似せた石積み上に盛り土することで、雨水を排水しやすくする構造。古くは青山濾水とも呼ばれていた。2021年にかんがい施設遺産にも登録。
- Jeju Batdam Agricultural system（済州島のパッタム）：2014年登録、直訳すると「畑積み」。済州島の溶岩を積み上げた石垣で、海風から耕地を守ってきた。その様相から黒龍万里と形容される。
- Traditional Hadong Tea Agrosystem in Hwagae-myeon（花開面（朝鮮語版）の伝統的な河東茶栽培システム）：2017年登録
- Geumsan Traditional Ginseng Agricultural System（錦山の伝統的な高麗人参農業システム）：2018年登録
- Damyang Bamboo Field Agriculture System（潭陽の竹林農業システム）：2020年登録
- Sonteul (hand net) Fishery System for gathering Marsh Clam in Seomjingang River（蟾津江でのソントゥル(手綱)蜆漁システム）：2023年登録
- Jeju Haenyeo Fisheries System（済州島の海女漁業システム）：2023年登録、2016年に無形文化遺産に登録。
- Uljin Pinetree Agroforestry System（蔚珍松林農林業システム）：2025年登録
- Traditional Jukbangryeom Fishery System in Jijok Straits（只族海峡における伝統的な竹防簾(ﾁｭｯﾊﾟﾝﾘｮﾑ)漁業システム）：2025年登録、韓国語版ウィキペディアの「남해 지족해협 죽방렴」（南海地城海峡竹饗宴）を参照

 フィリピン
- Ifugao Rice Terraces（イフガオの棚田）：2011年登録、世界遺産「フィリピン・コルディリェーラの棚田群」の構成資産の一つ

 スリランカ
- The Cascaded Tank-Village System in the Dry Zone of Sri Lanka（スリランカの乾燥地帯にある滝状タンク・ビレッジ・システム）：2017年登録、対象となるEthimale Tank BundやPadaviya Tankはかんがい施設遺産でもある

 タジキスタン
- Almosi Valley integrated agropastoral system adapted to mountain conditions（山岳地帯の条件に適応したアルモシ渓谷の統合農牧システム）：2025年登録

 タイ
- Thale Noi Wetland Pastoral Buffalo Agro-ecosystem（タレノイ湿地（英語版）の水牛農業エコシステム）：2022年登録

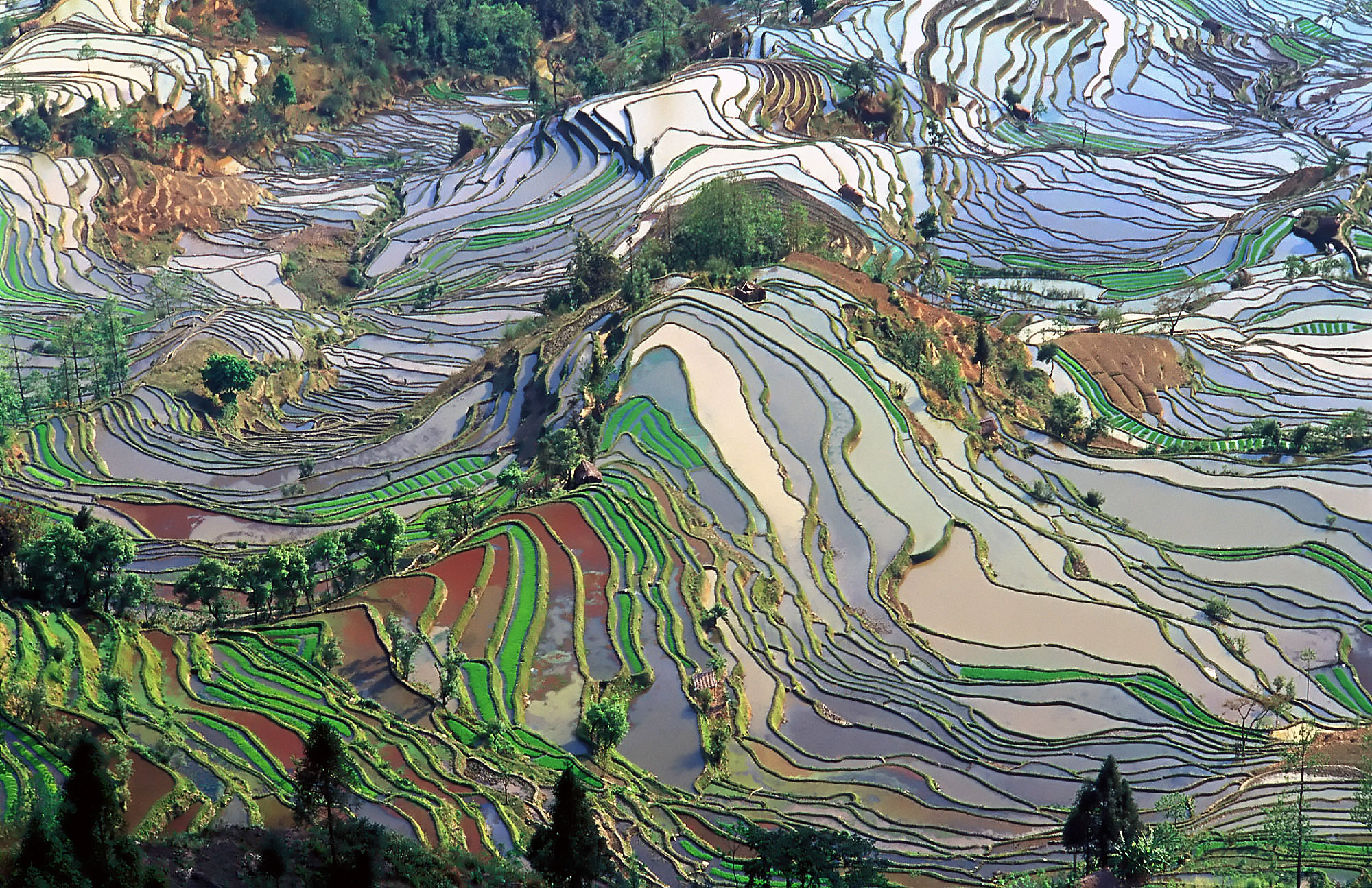
ハニ棚田
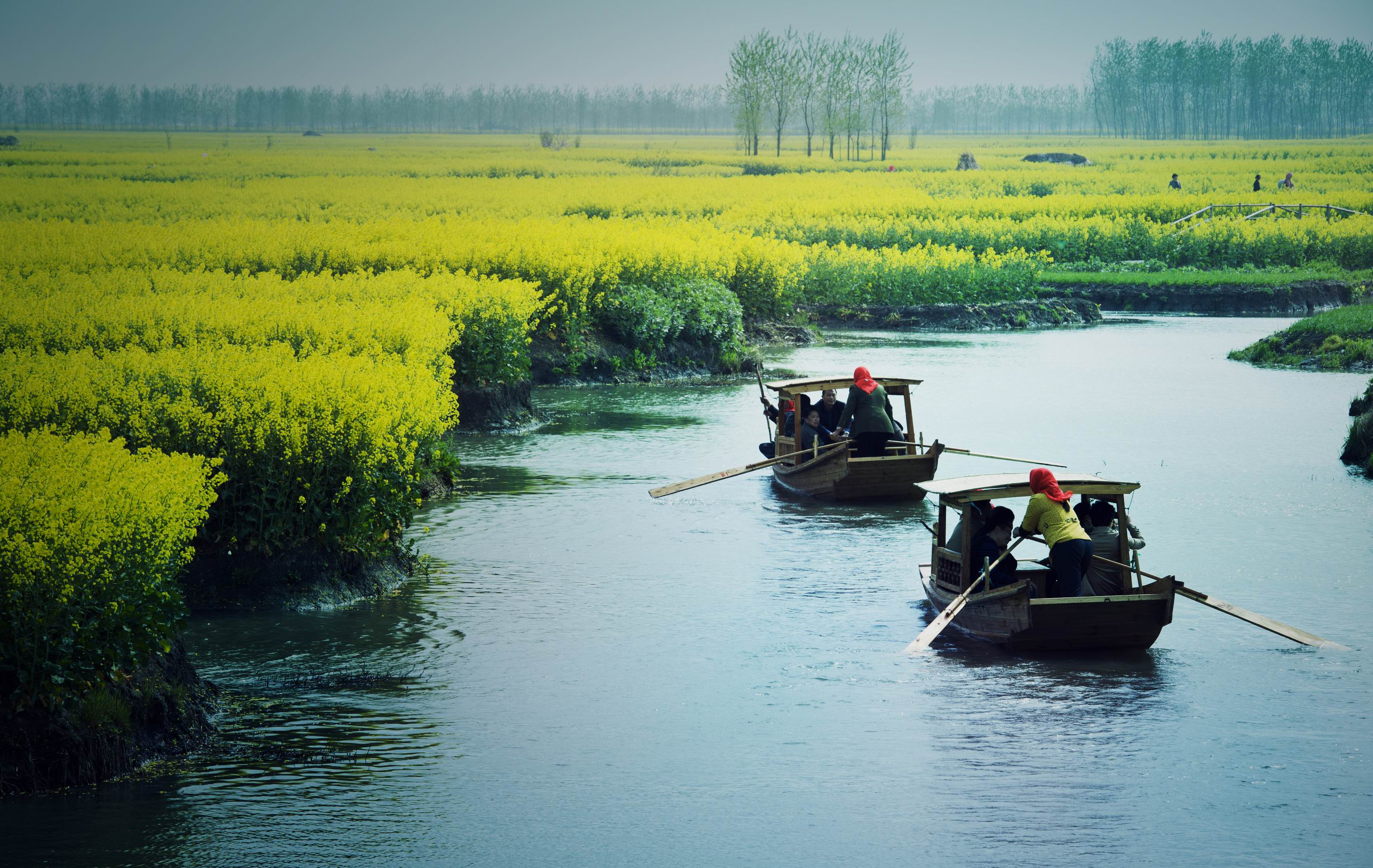
興化垜田
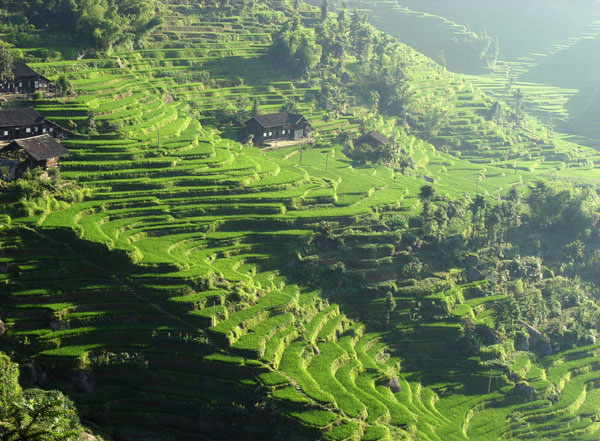
紫鵲界棚田
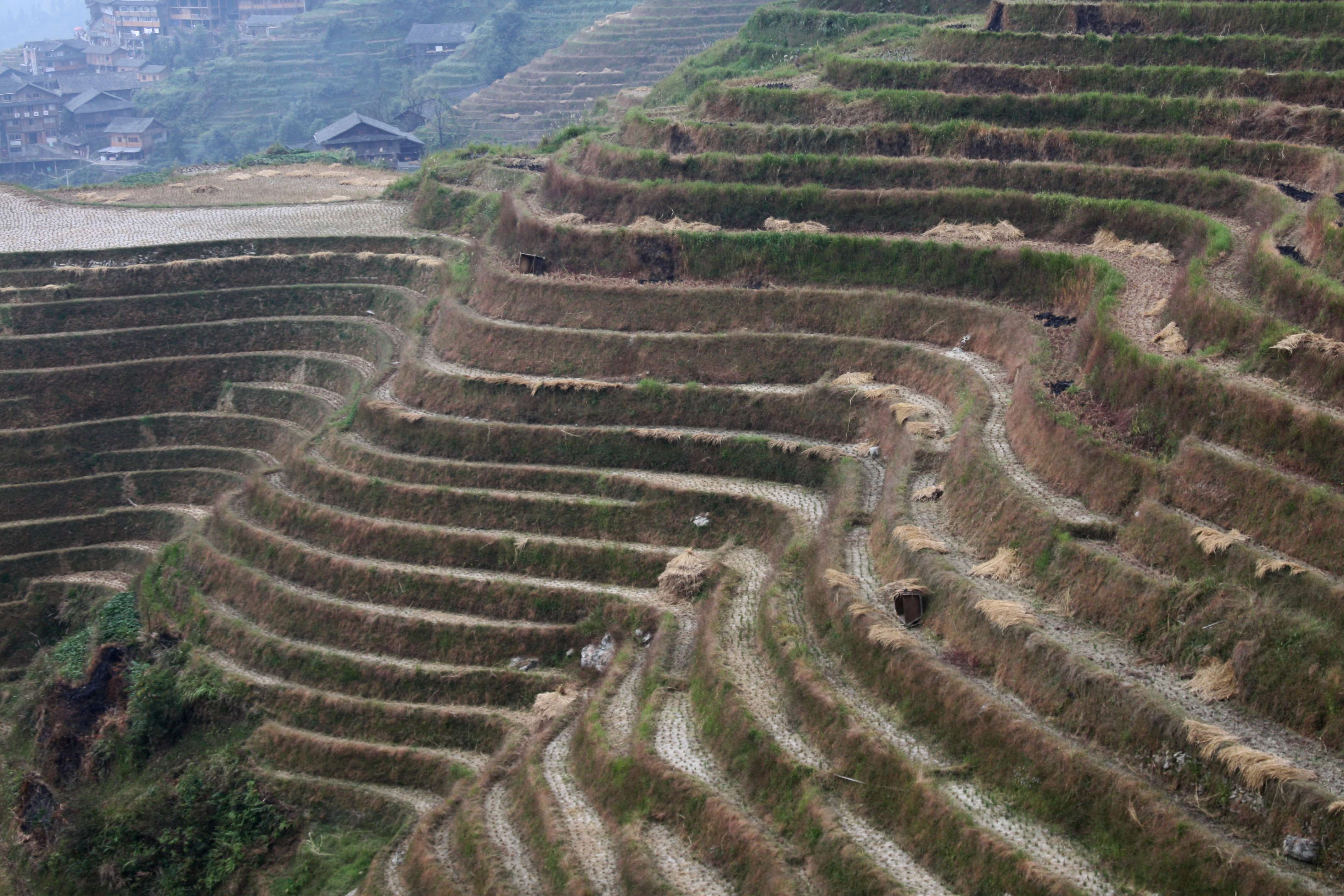
龍勝棚田
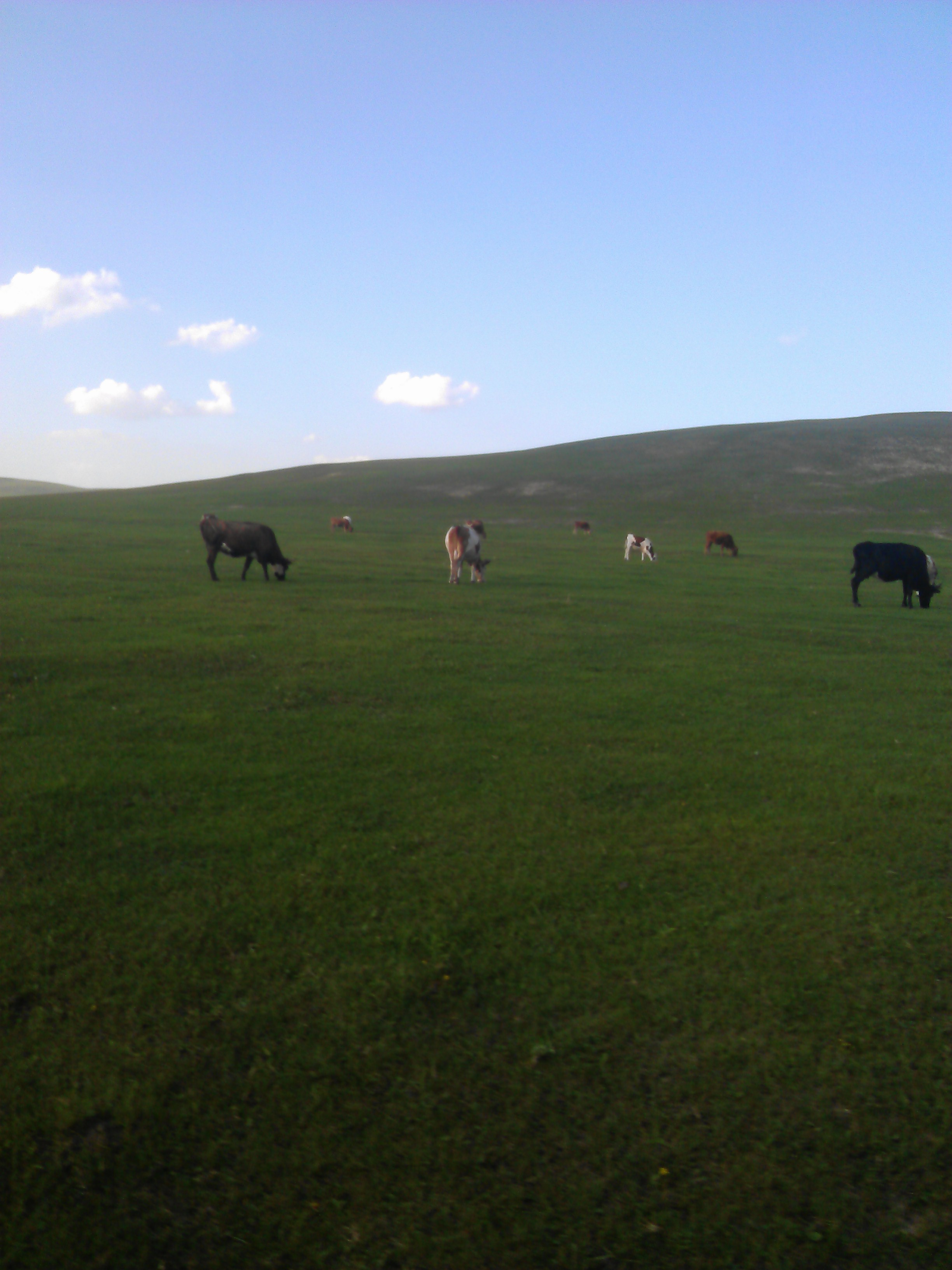
アルホルチン草原での遊牧
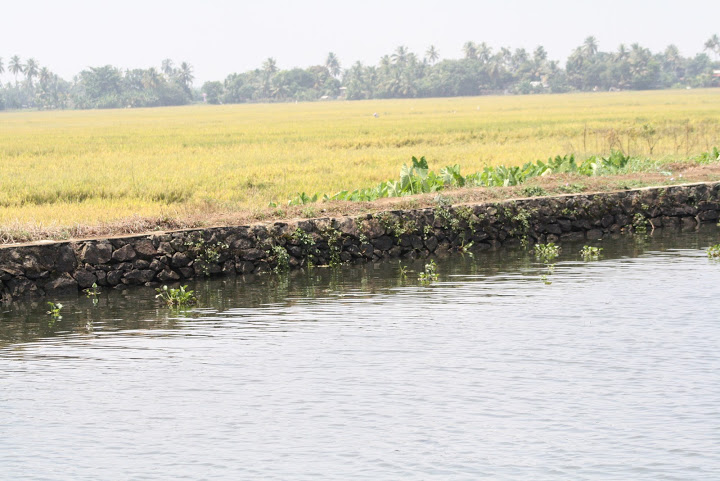
クッタナドの堰上げ背水による水田
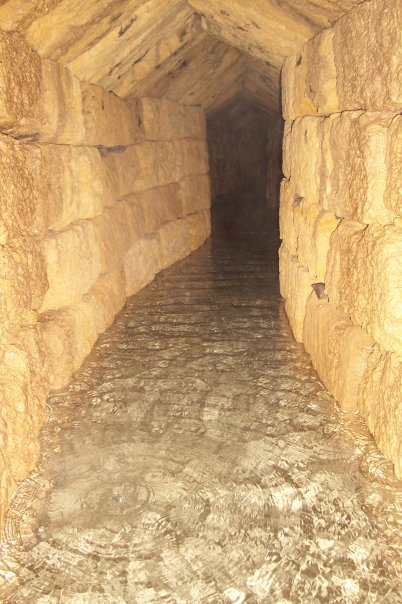
カナート
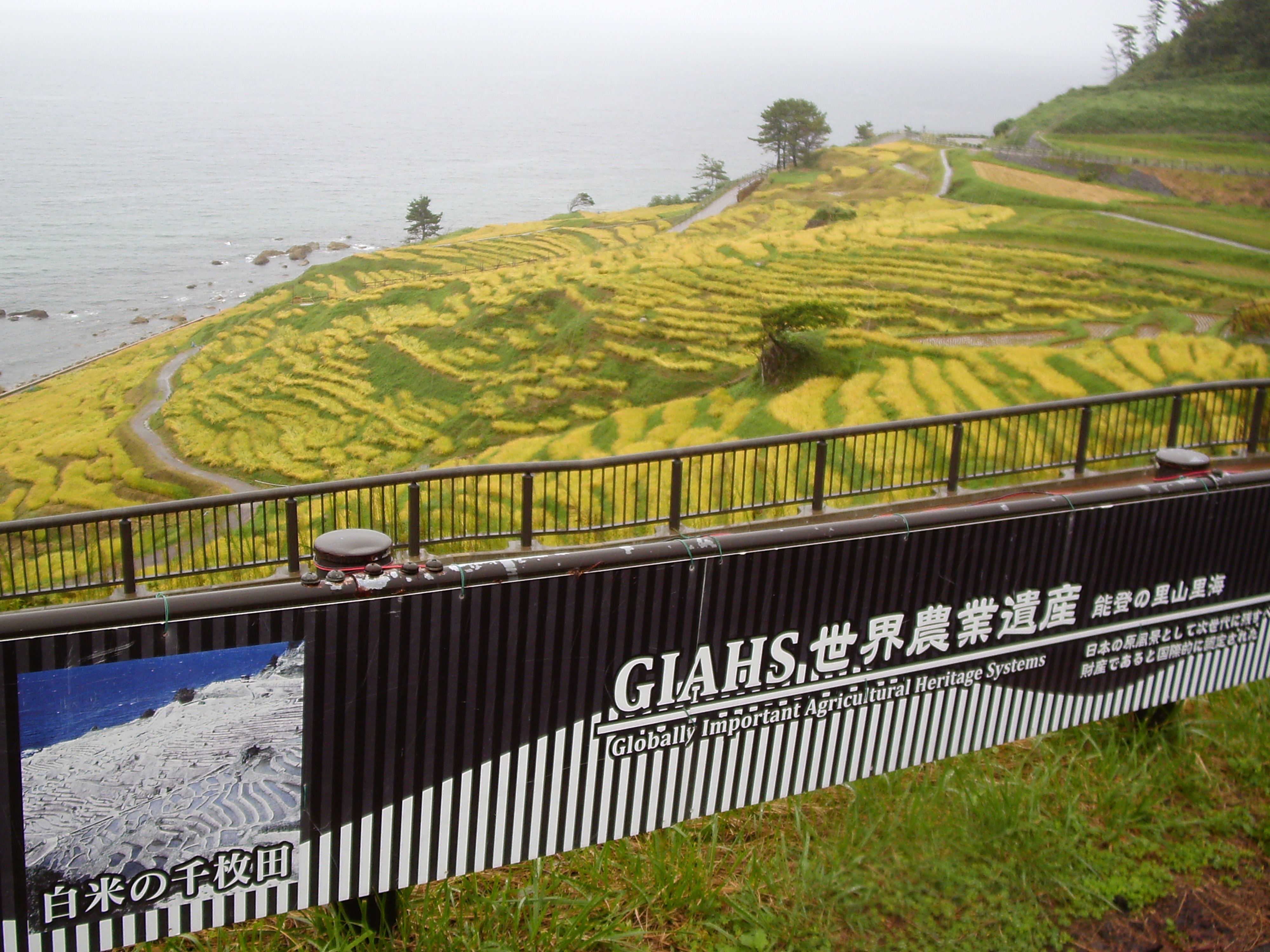
能登の白米千枚田
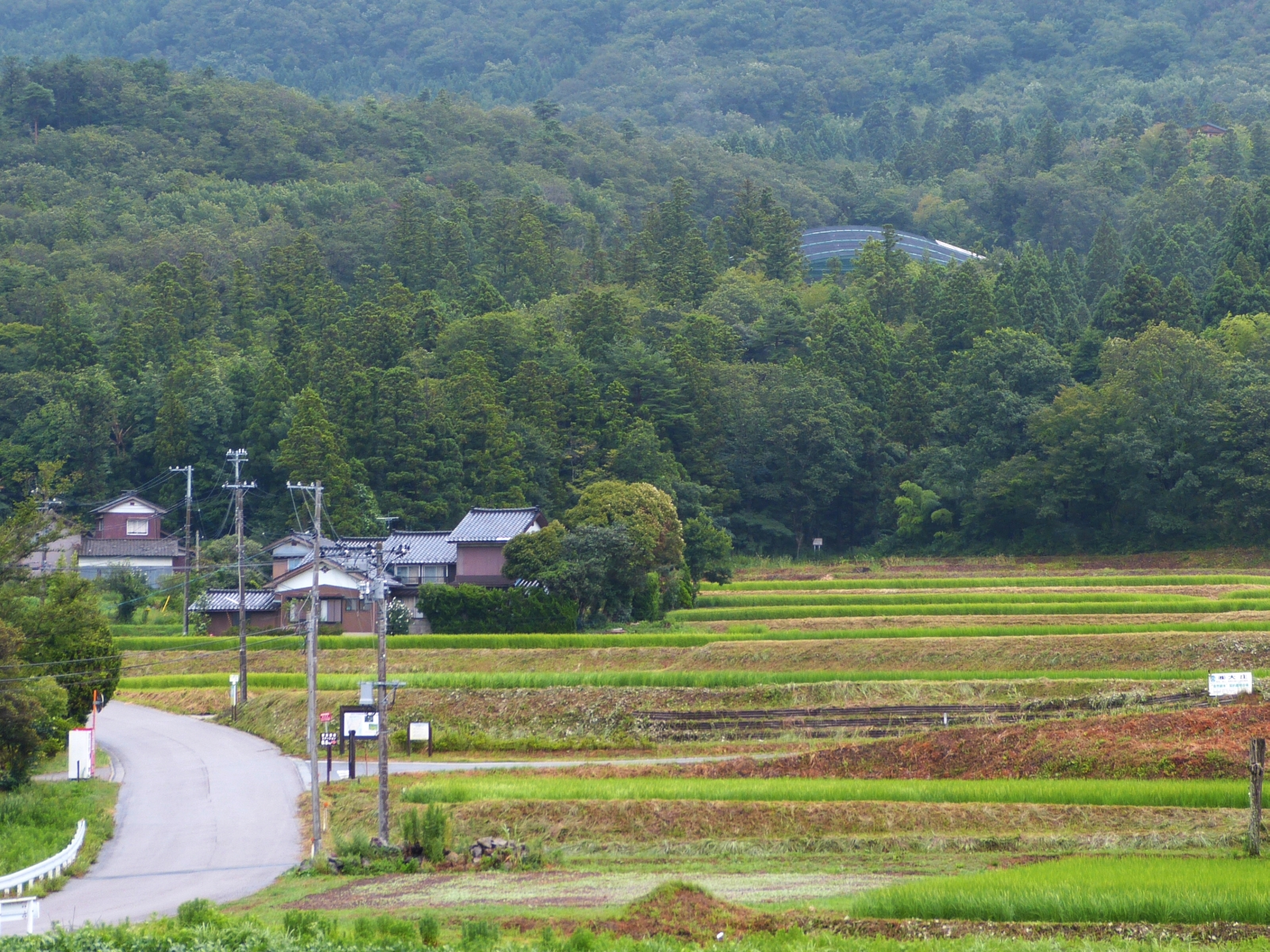
朱鷺が舞い降りる佐渡の田圃
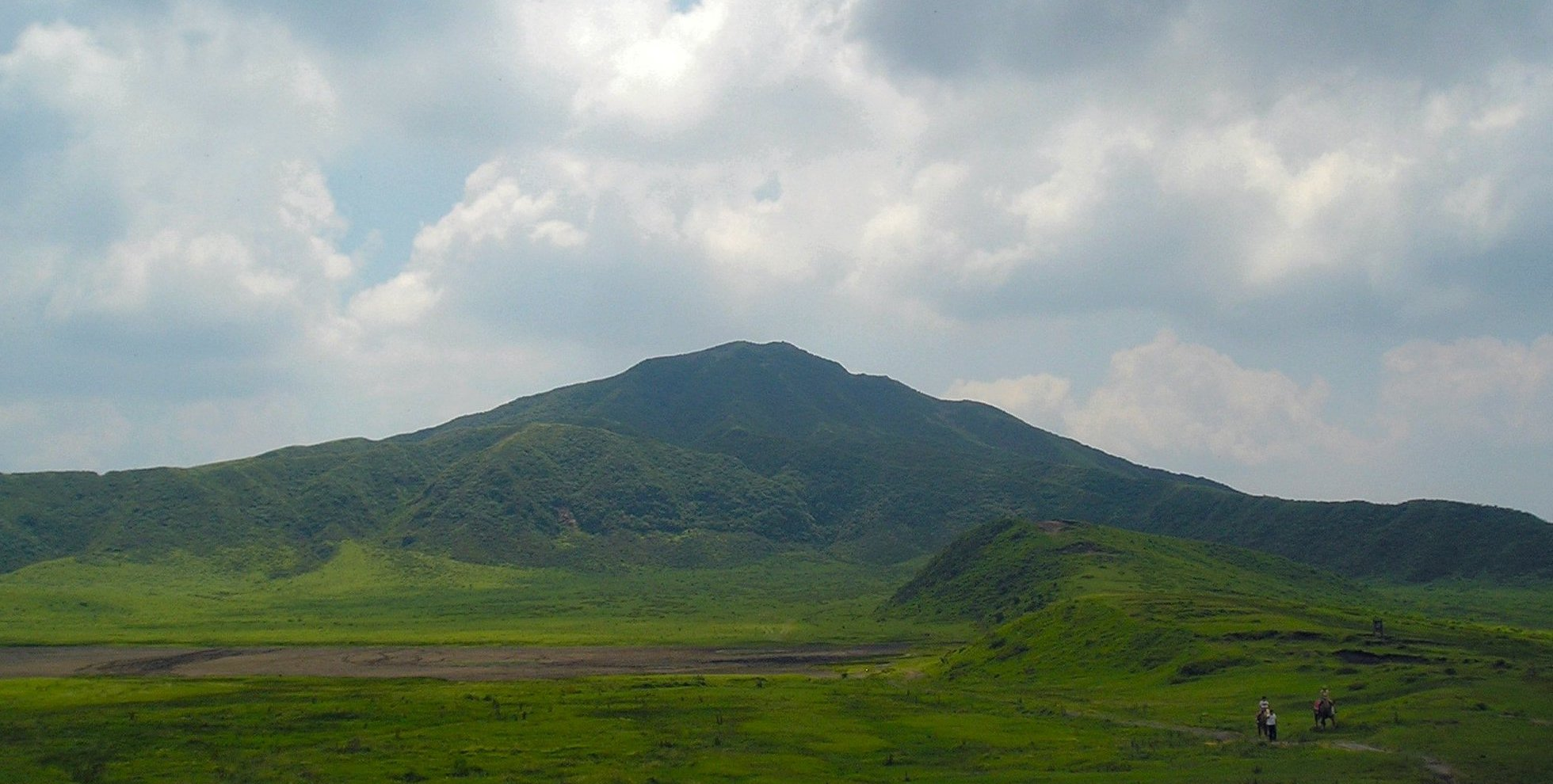
阿蘇の草千里
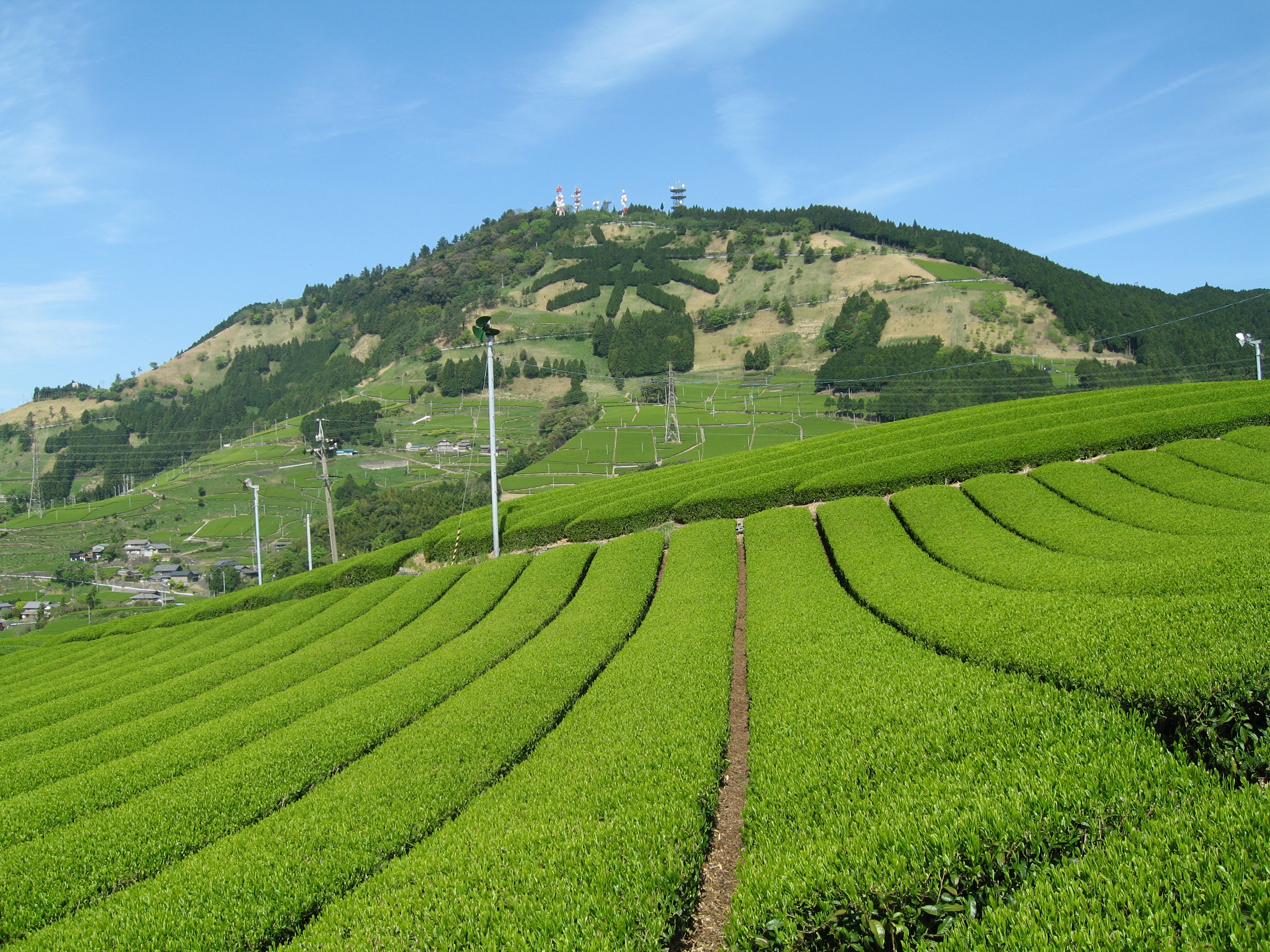
静岡の茶畑
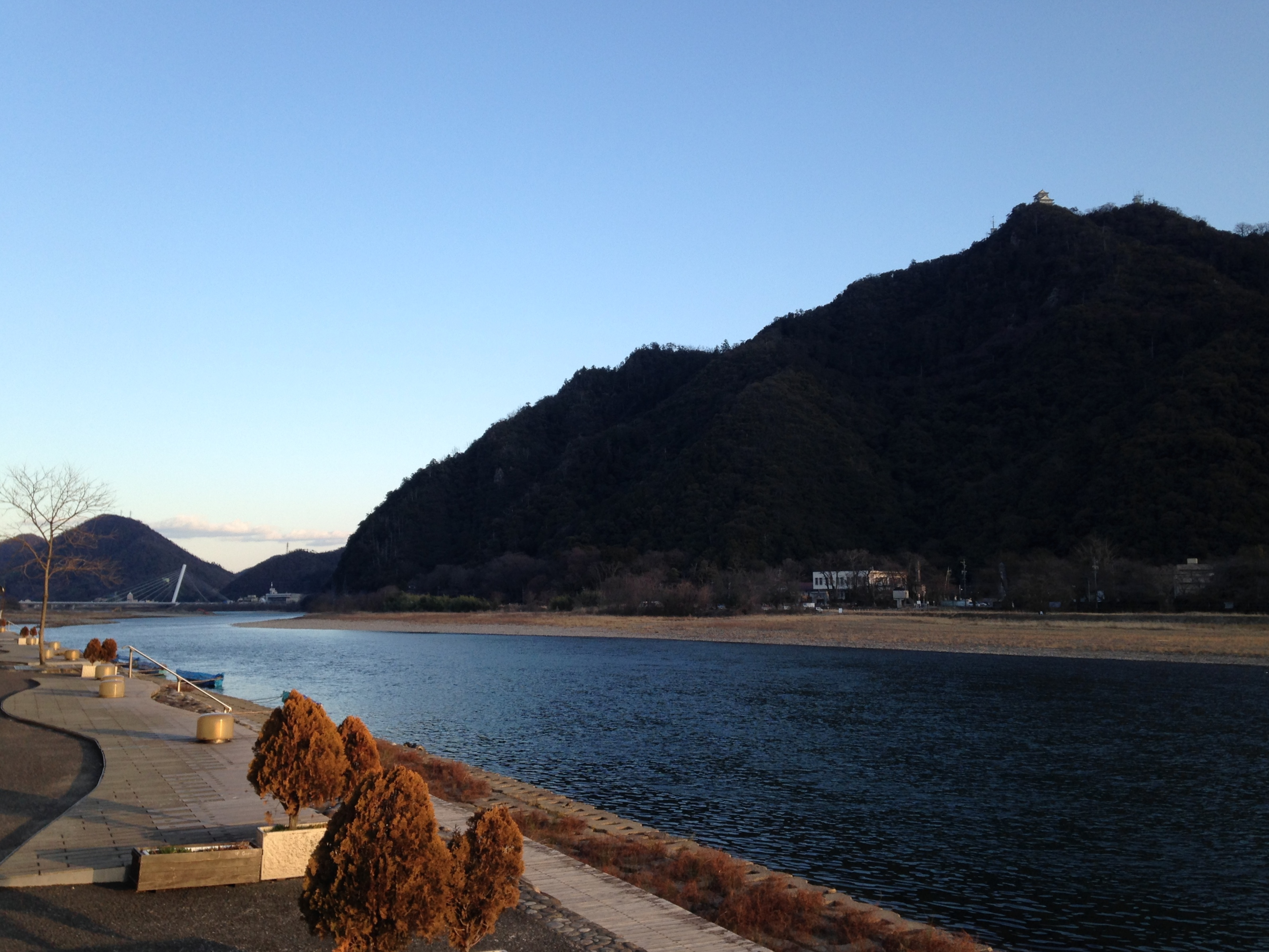
長良川
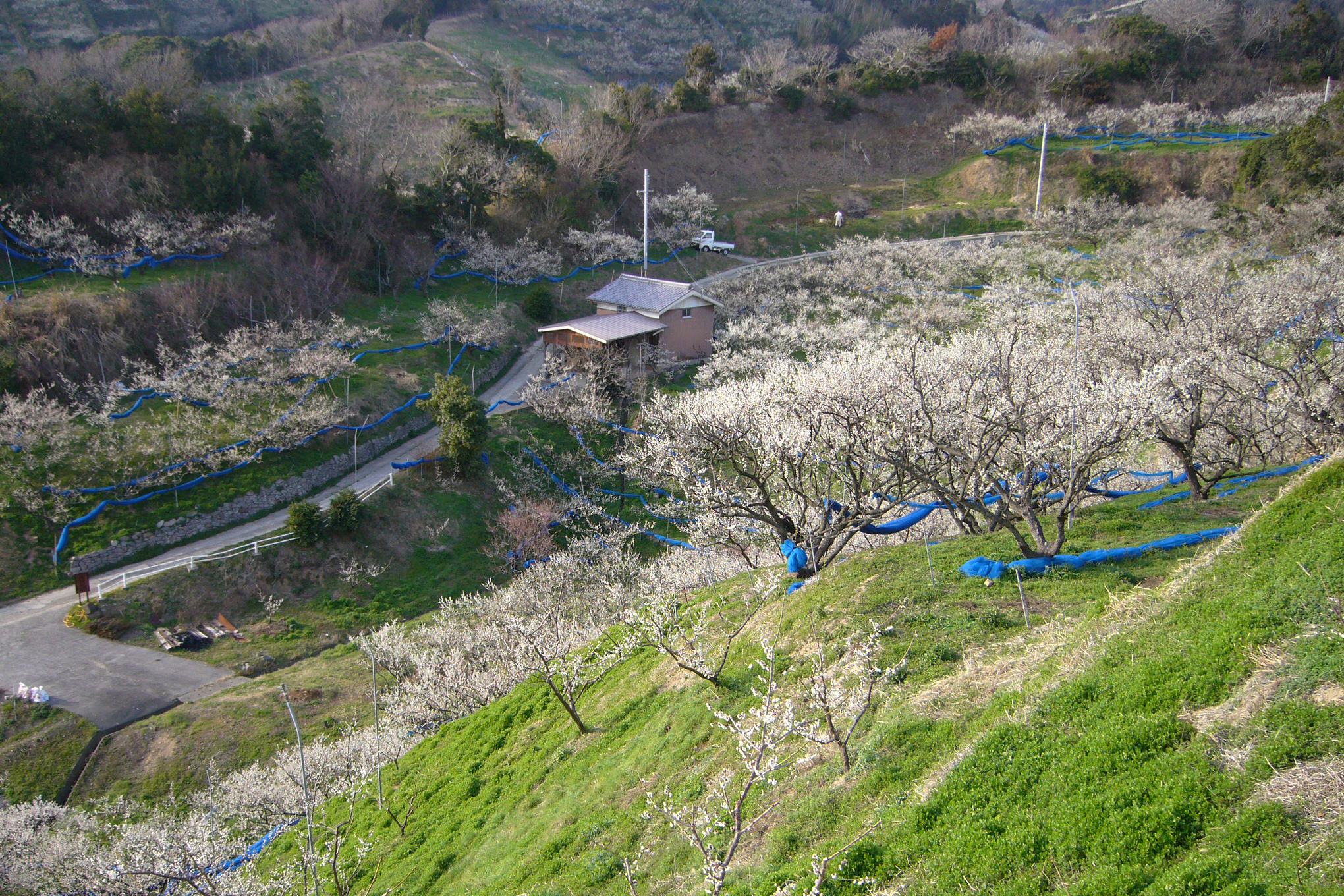
みなべ町の梅
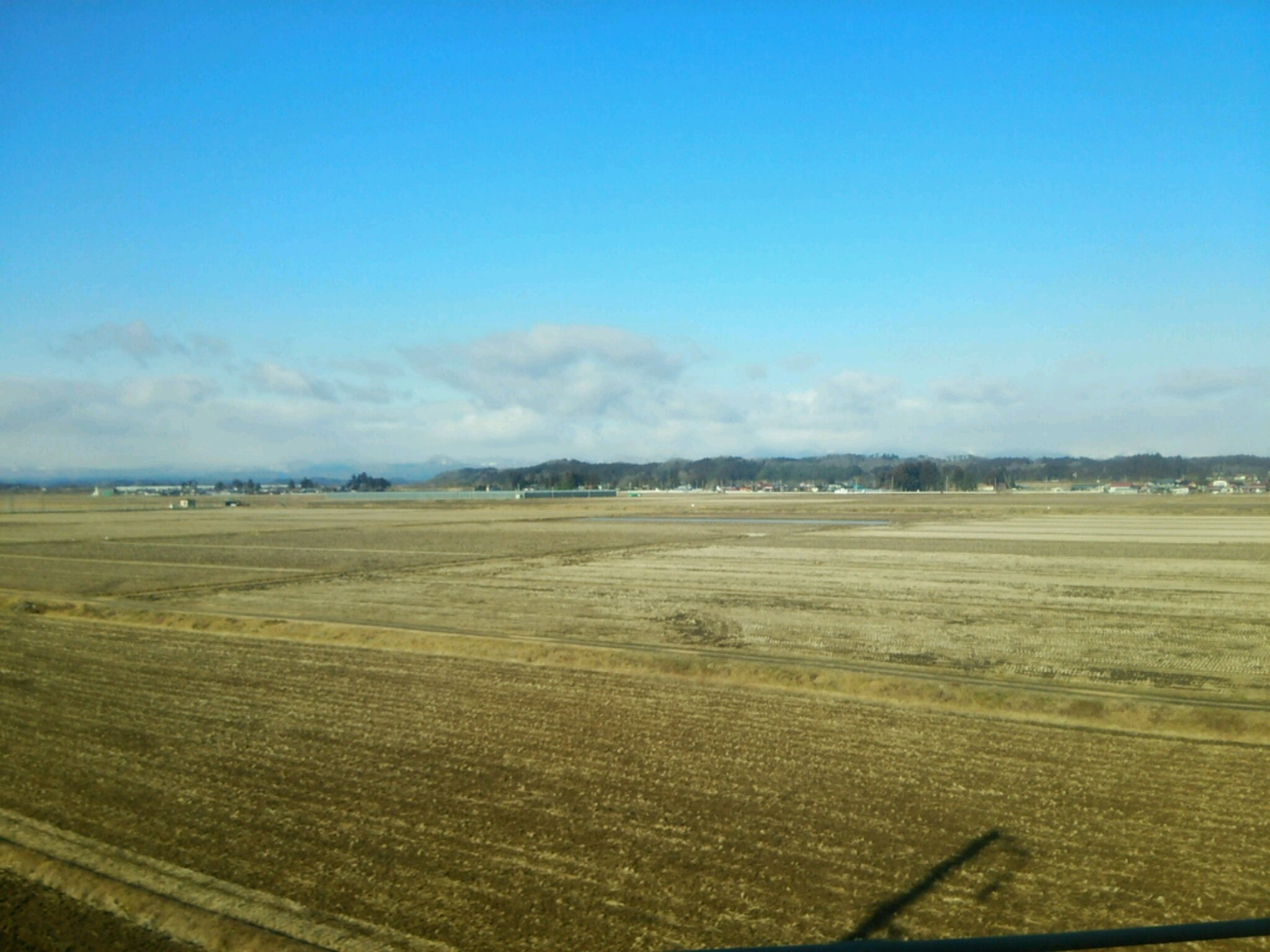
大崎耕土
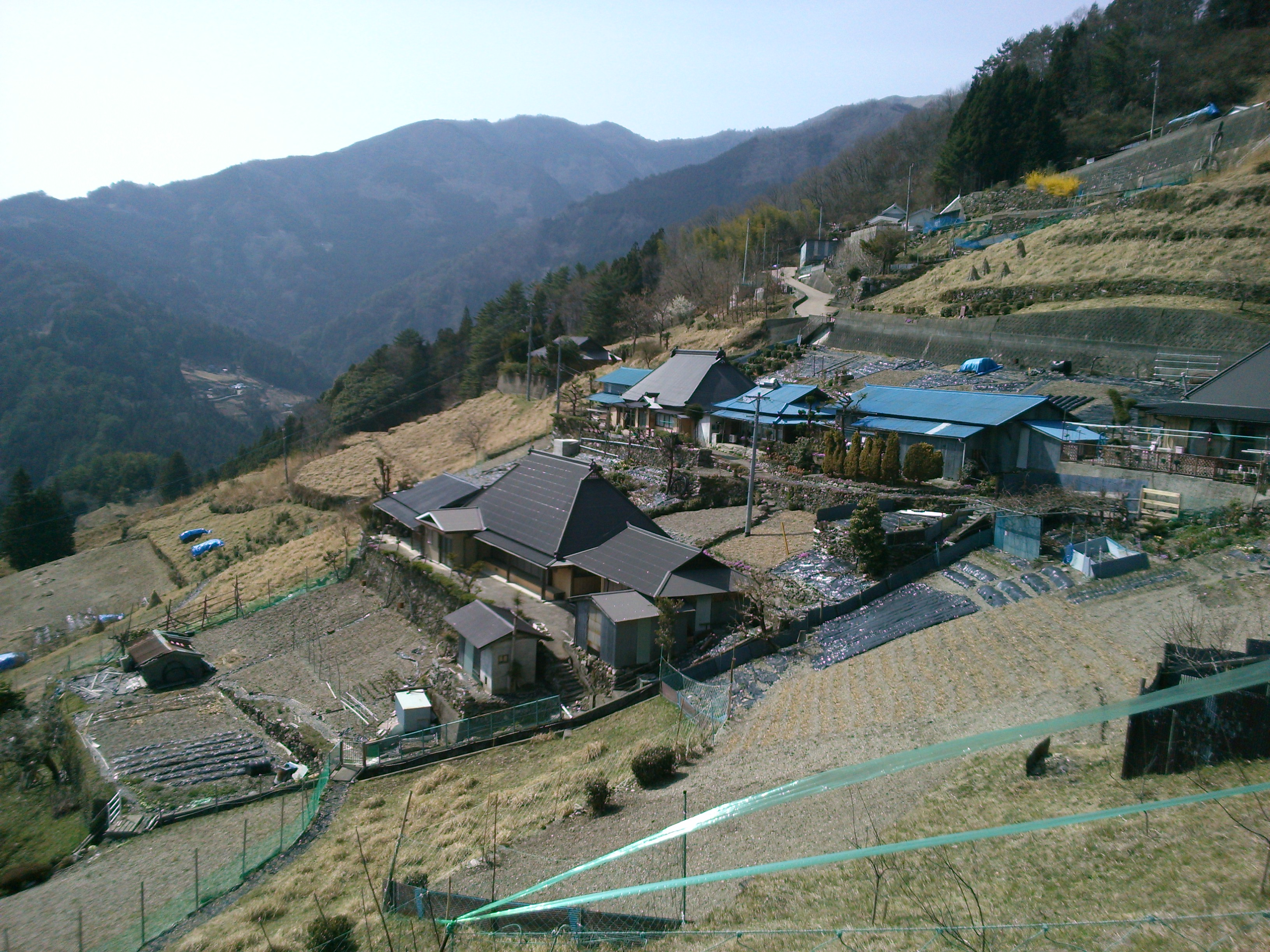
にし阿波の傾斜地（東祖谷落合）
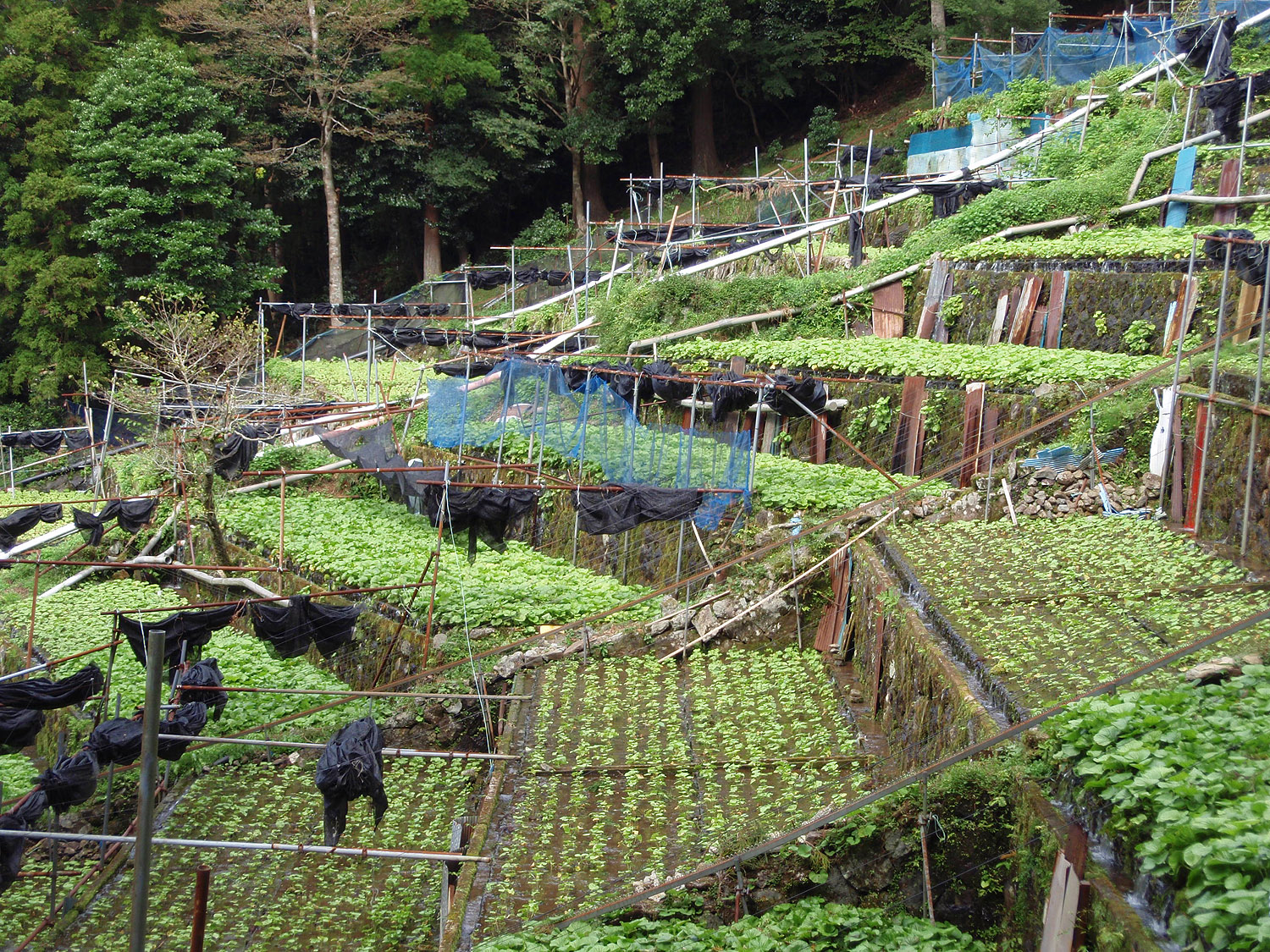
静岡のワサビ田
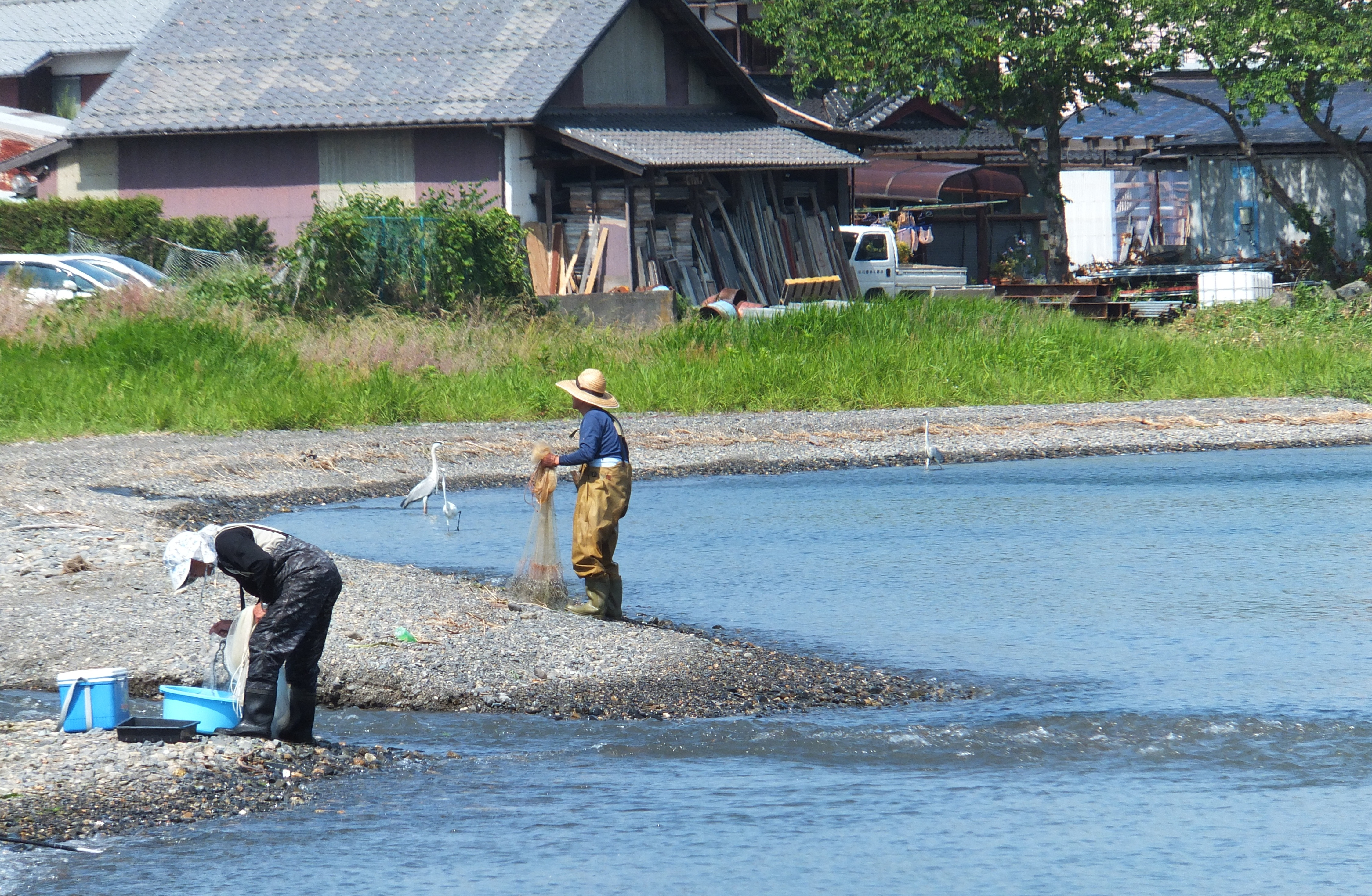
琵琶湖での漁
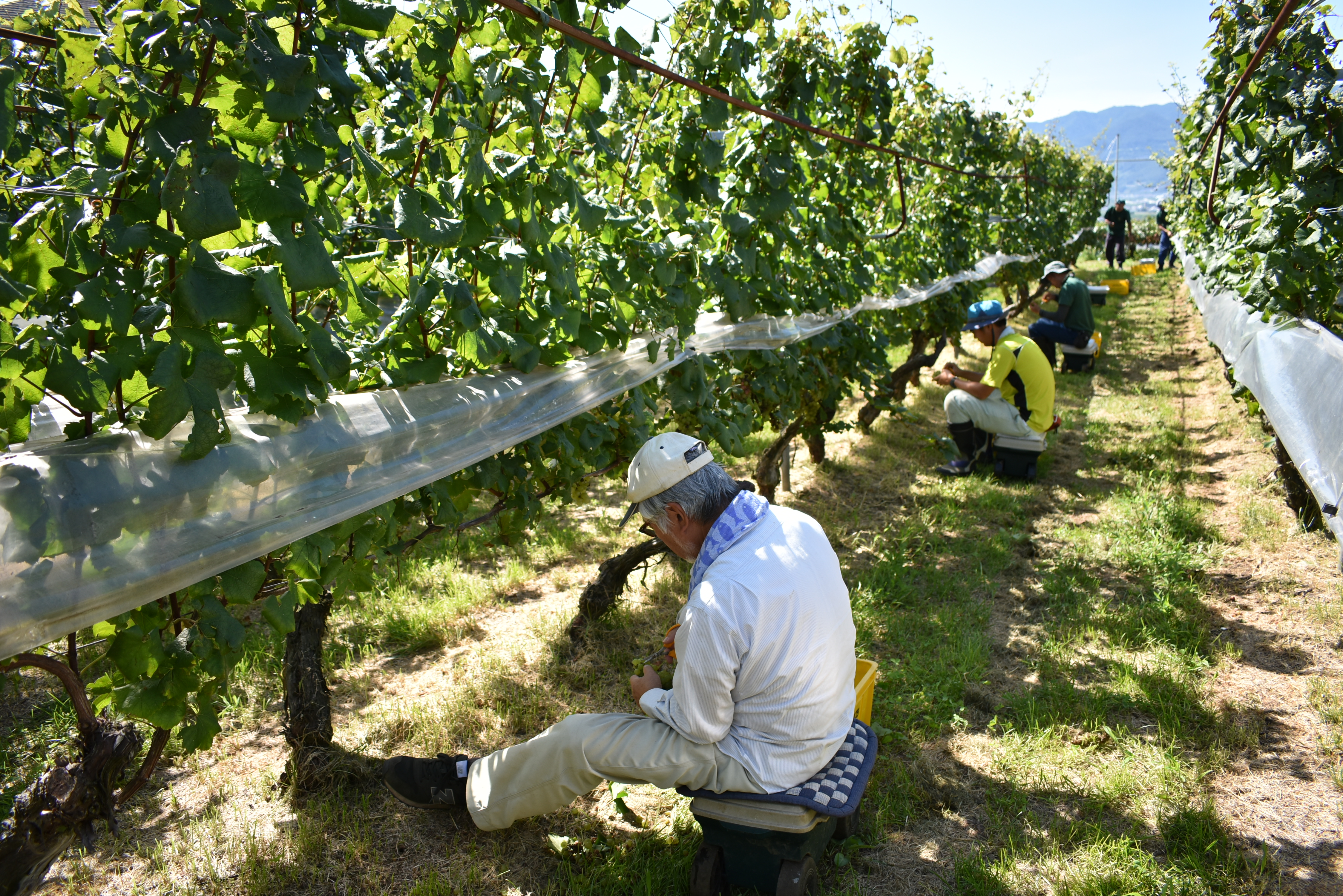
甲州葡萄
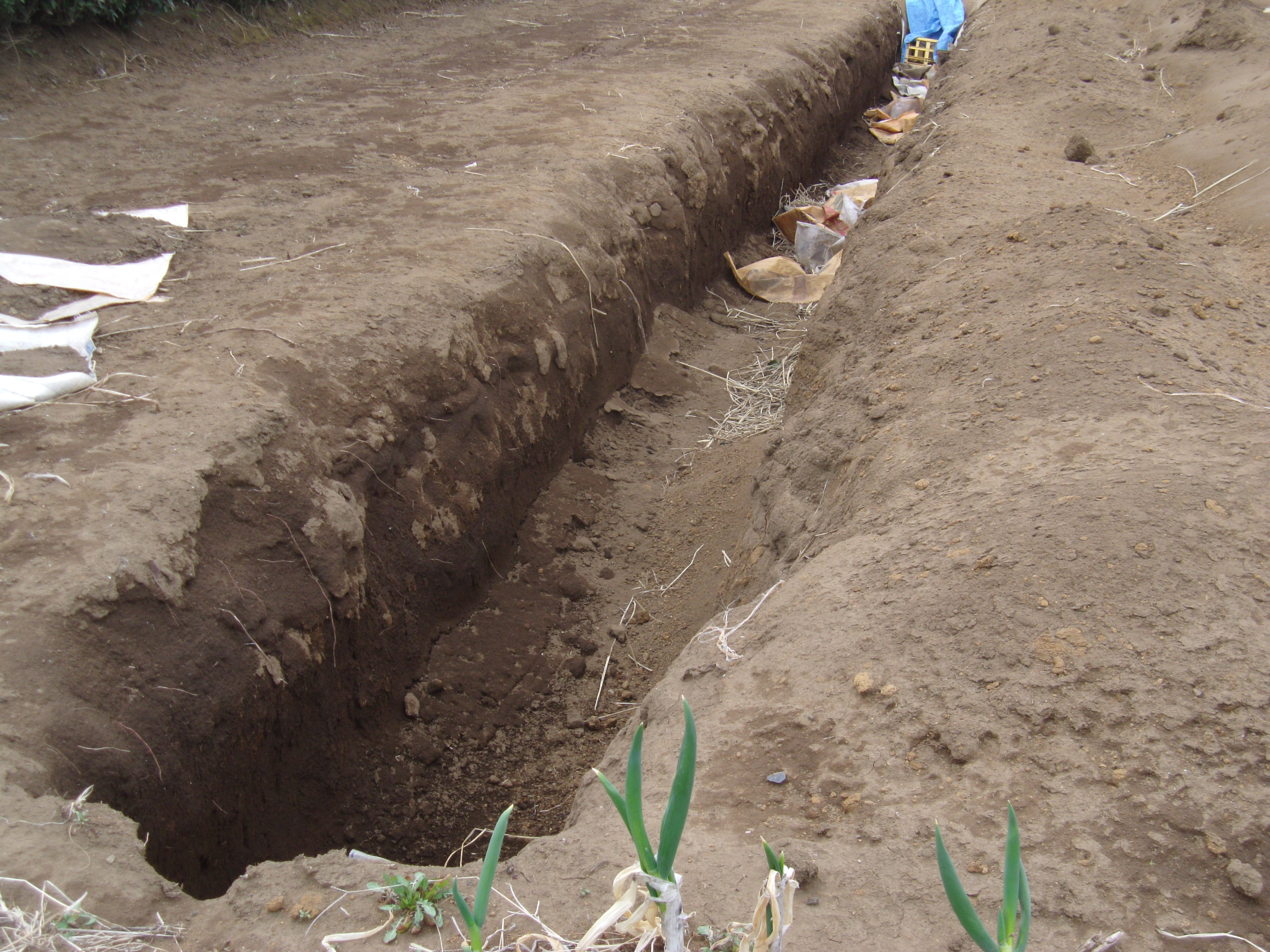
武蔵野台地の落葉堆肥（腐葉土）農地
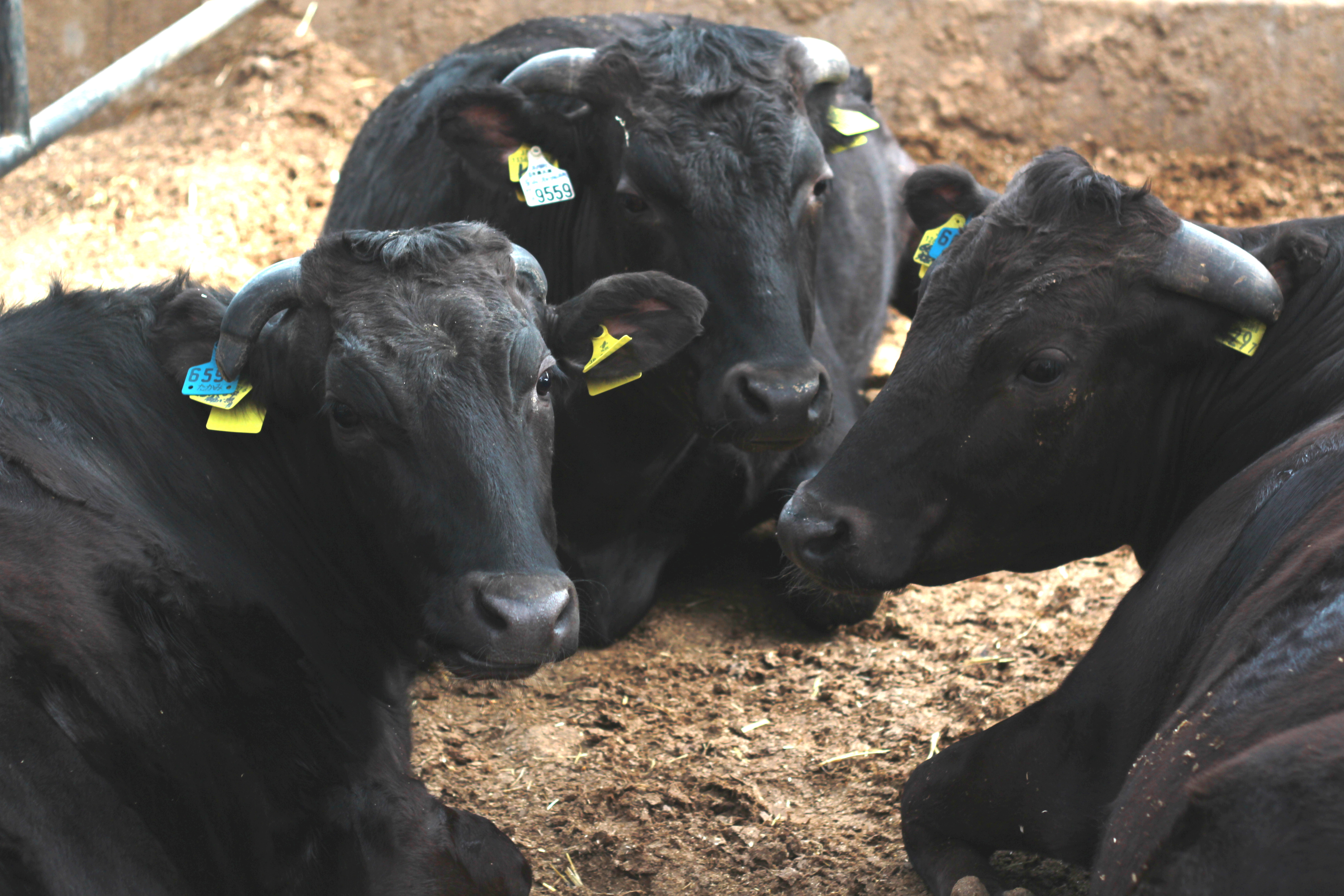
但馬牛
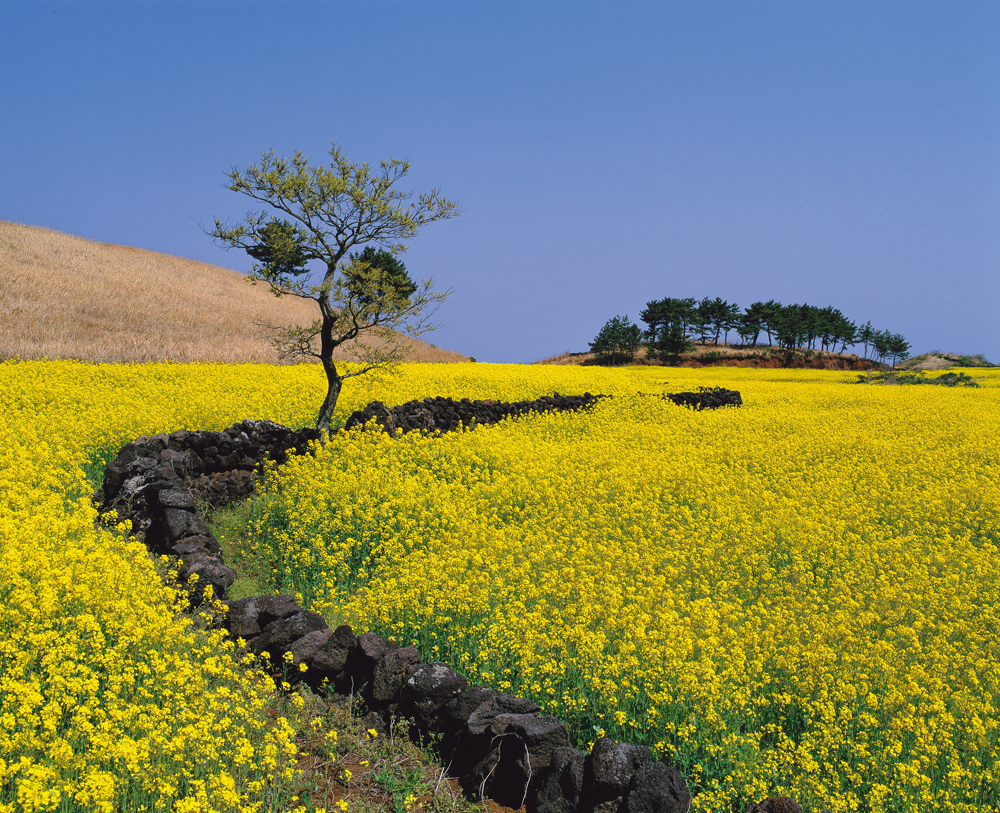
チェジュ島のパッタム
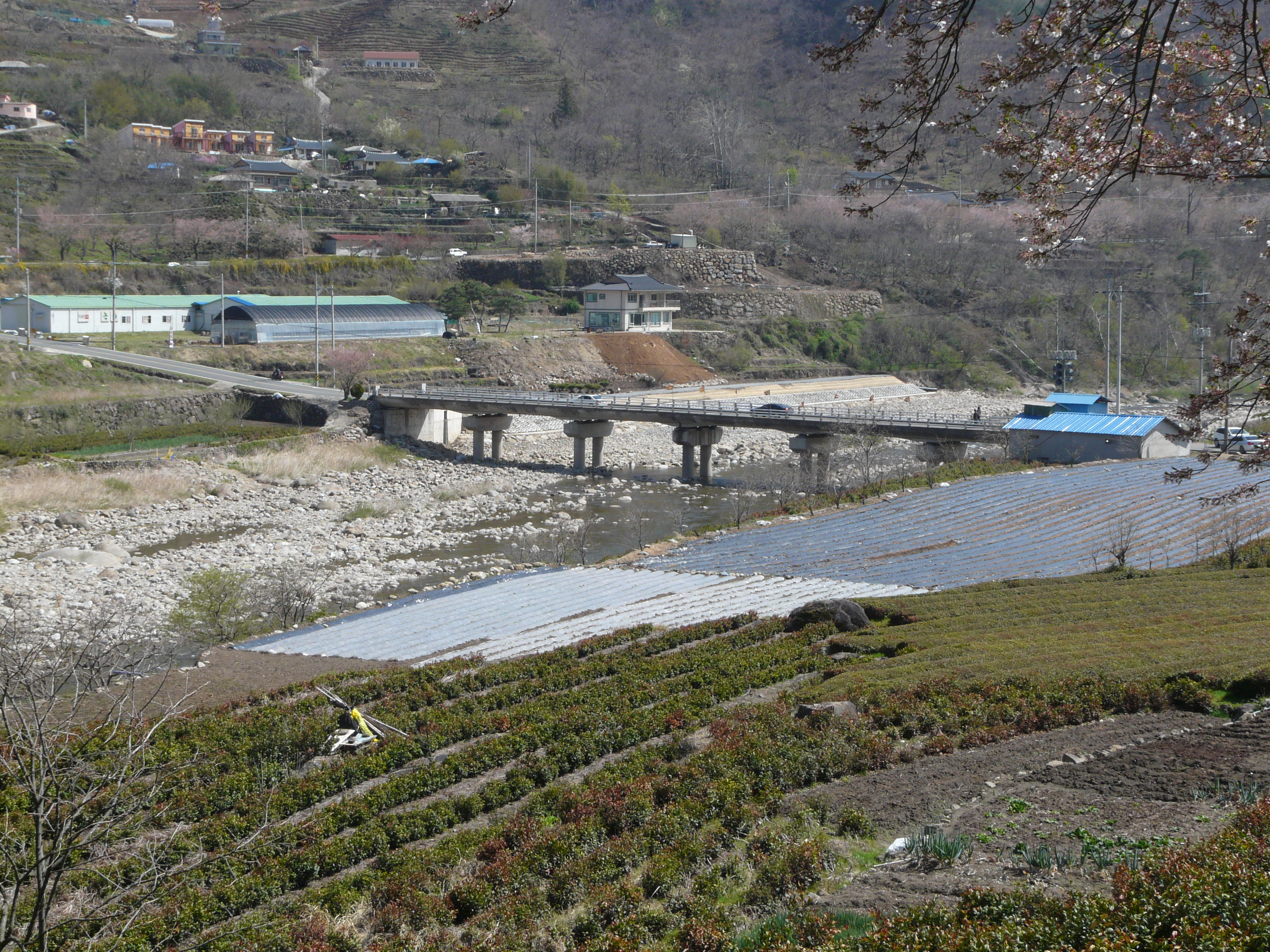
河東茶畑
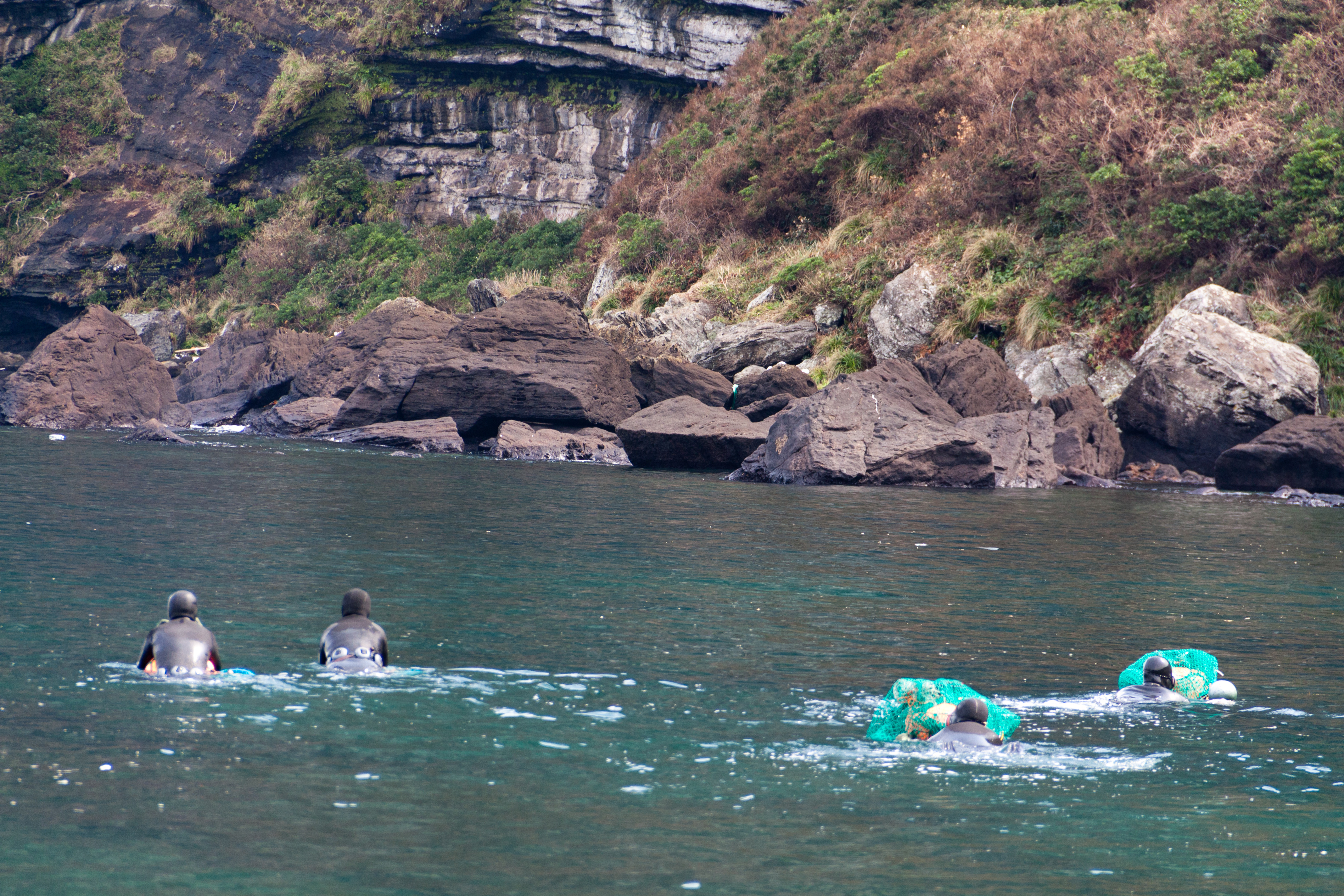
済州島の海女
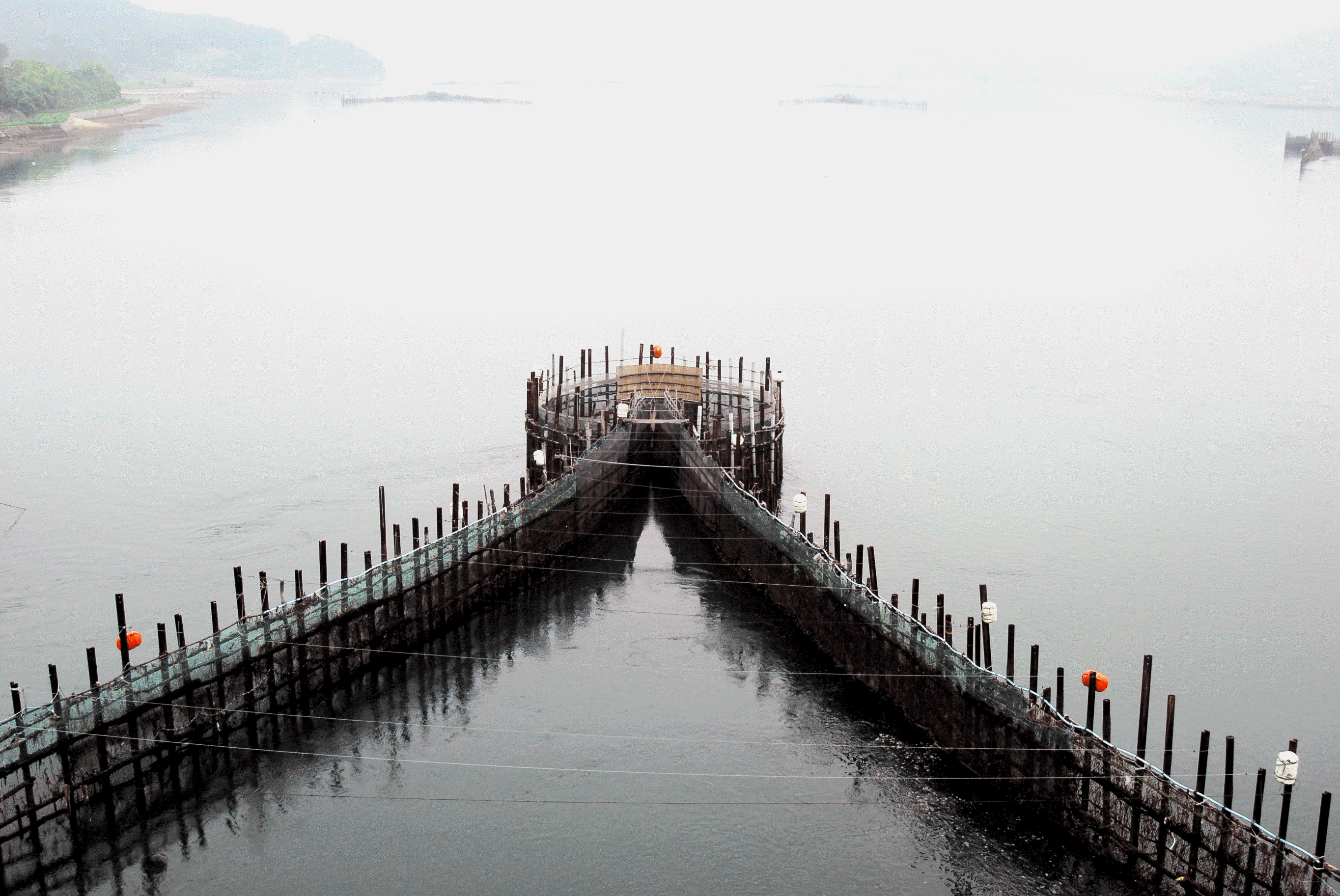
只族海峡の竹防簾
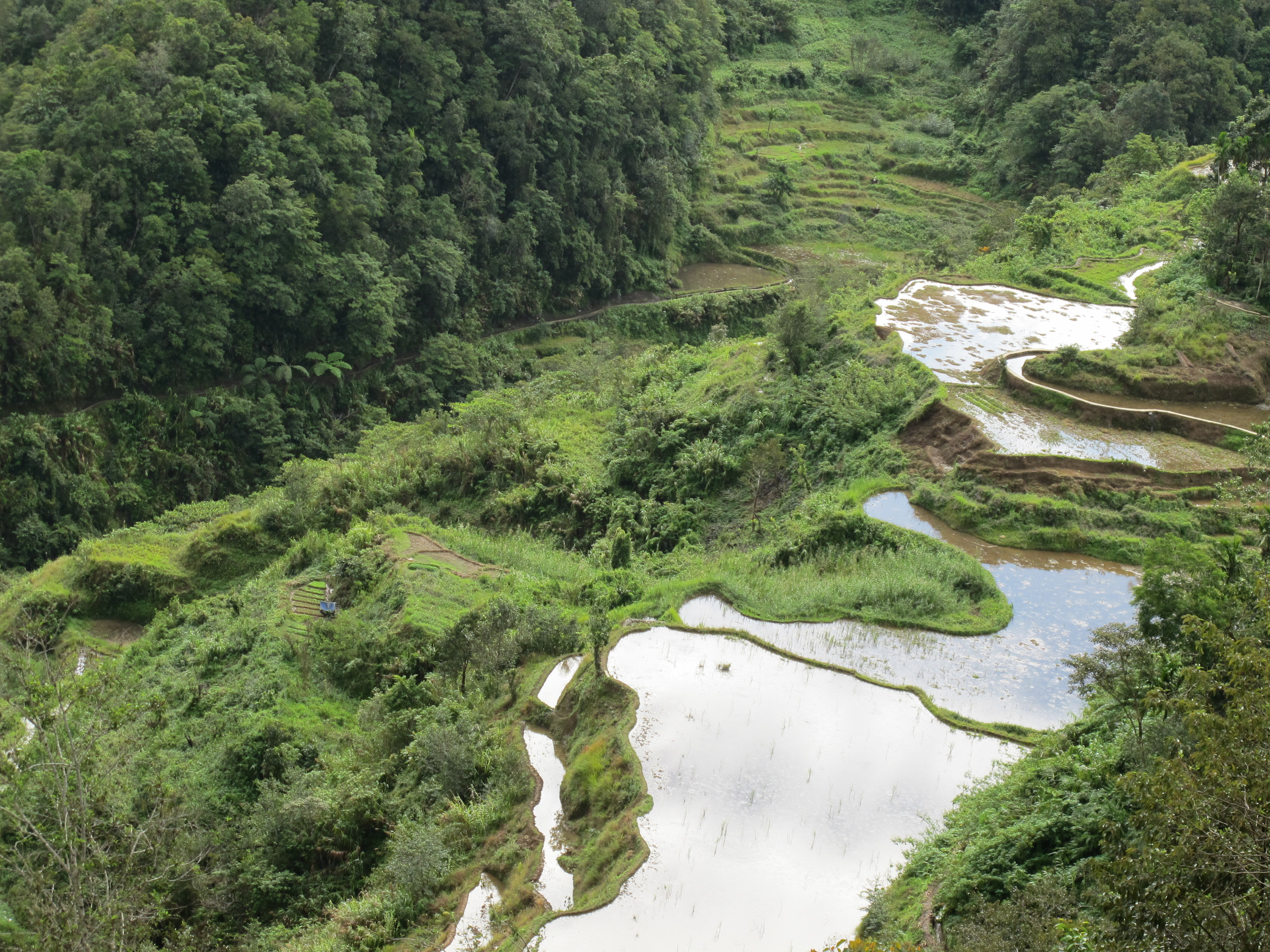
イフガオの棚田

近東・北アフリカ(アラブアフリカ)
 アルジェリア
- Ghout Oasis system El Oued（ゴウト（アラビア語版）システム：エル・ウェッドのオアシス）：2011年登録、100種ものナツメヤシなどを栽培する灌漑農業。

 エジプト
- Siwa Oasis（シワ・オアシス）：2016年登録、古代エジプト時代から続く乾燥地農業。無形文化遺産「ナツメヤシに関する知識・技術・伝統・実践」の構成資産。

 モロッコ
- Oases System in Atlas Mountains（アトラス山脈のオアシスシステム）：2011年登録、新石器時代にアトラス山系に定着したベルベル人による灌漑農業と牛・羊・山羊・ラクダの牧畜。
- Argan-based agro-sylvo-pastoral system within the area of Ait Souab-Ait and Mansour（アイト・スアブ（フランス語版）・アイト・マンスール地域のアルガン農牧システム）：2018年登録
- The ksour of Figuig: oasis and pastoral culture around the social management of water and land（フィギッグ（英語版）のクスール：水と土地の社会管理を中心としたオアシスと牧歌的な文化）：2022年登録。無形文化遺産「ナツメヤシに関する知識・技術・伝統・実践」の構成資産。

 チュニジア
- Gafsa Oases（ガフサのオアシス）：2011年登録、農民の共同管理による灌漑農業。
- Hanging gardens from Djebba El Olia（ジェバ・エル・オリアの空中庭園）：2020年登録、ゴルア山での森林と共生する農作物栽培
- Ramli agricultural system in the lagoons of Ghar El Melh（ガール・エル＝メルフ（英語版）のラグーンにおけるラムリ農業システム）：2020年登録

 アラブ首長国連邦
- Al Ain and Liwa Historical Date Palm Oases（アル・アインとリワのナツメヤシオアシス）：2015年登録、オアシスでの灌漑農業。アル・アインは世界遺産、ここでのナツメヤシ栽培は無形文化遺産でもある。

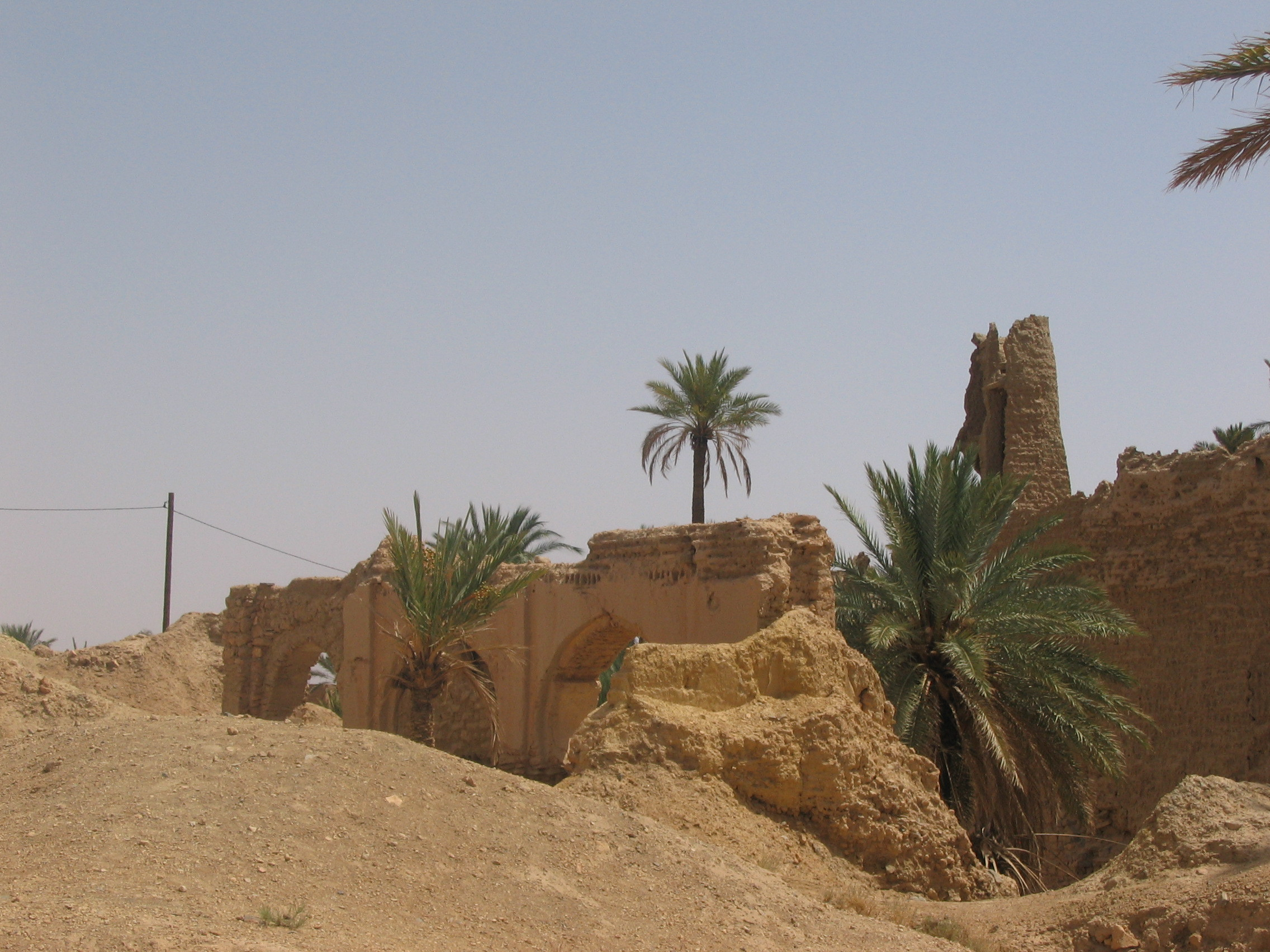
フィギッグのクスール
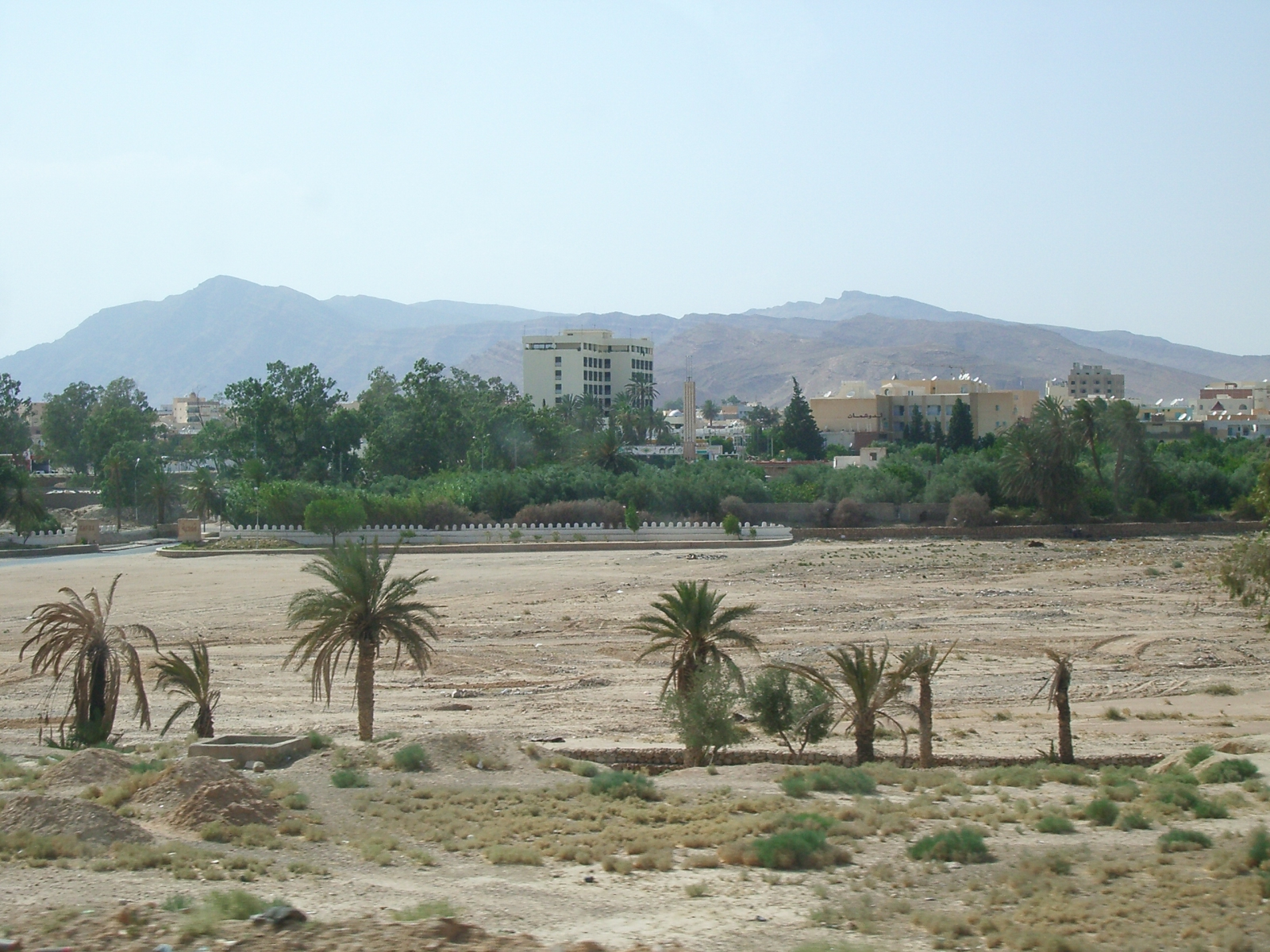
セギアと呼ばれるガフサの水路
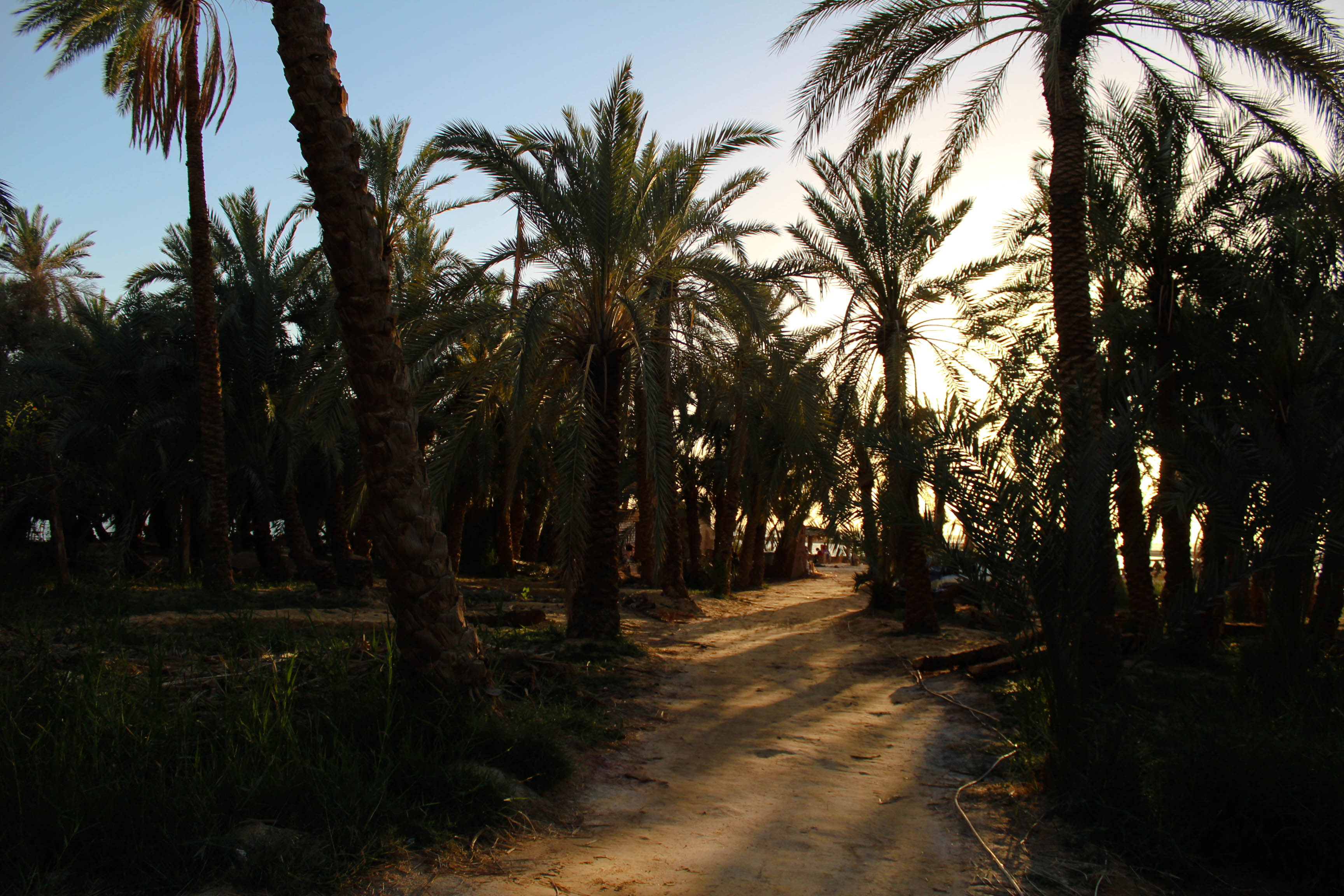
シワ・オアシス
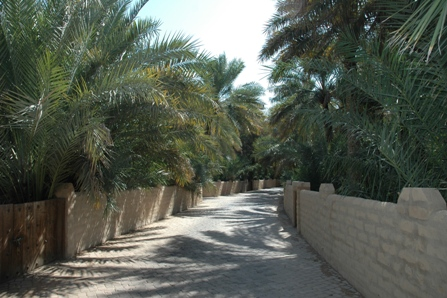
アル・アイン

アフリカ
 ケニア
- Oldonyonokie/Olkeri Maasai Pastoralist Heritage（オルドニョノキエ/オルケリのマサイ族の放牧）：2011年登録、マサイ族による改良固有種の牧牛農業。

 サントメ・プリンシペ
- Cocoa Agroforestry System in Sao Tome and Principe（サントメ・プリンシペのカカオ農林業システム）：2024年登録

 タンザニア
- Engaresero Maasai Pastoralist Heritage Area（エンガレセロのマサイ族の放牧）：2011年登録、ケニアのオルケリマサイ族と社会的地理的に分断されたマサイ族の牧牛農業。
- Shimbwe Juu Kihamba Agro-forestry Heritage Site（シンブウェ・ジュ・キハンバの混農林業）：2011年登録、キリマンジャロ南麓で見られる標高別に果樹建材林・バナナ林・コーヒー低木・菜園の4層からなる有機循環混農林業。

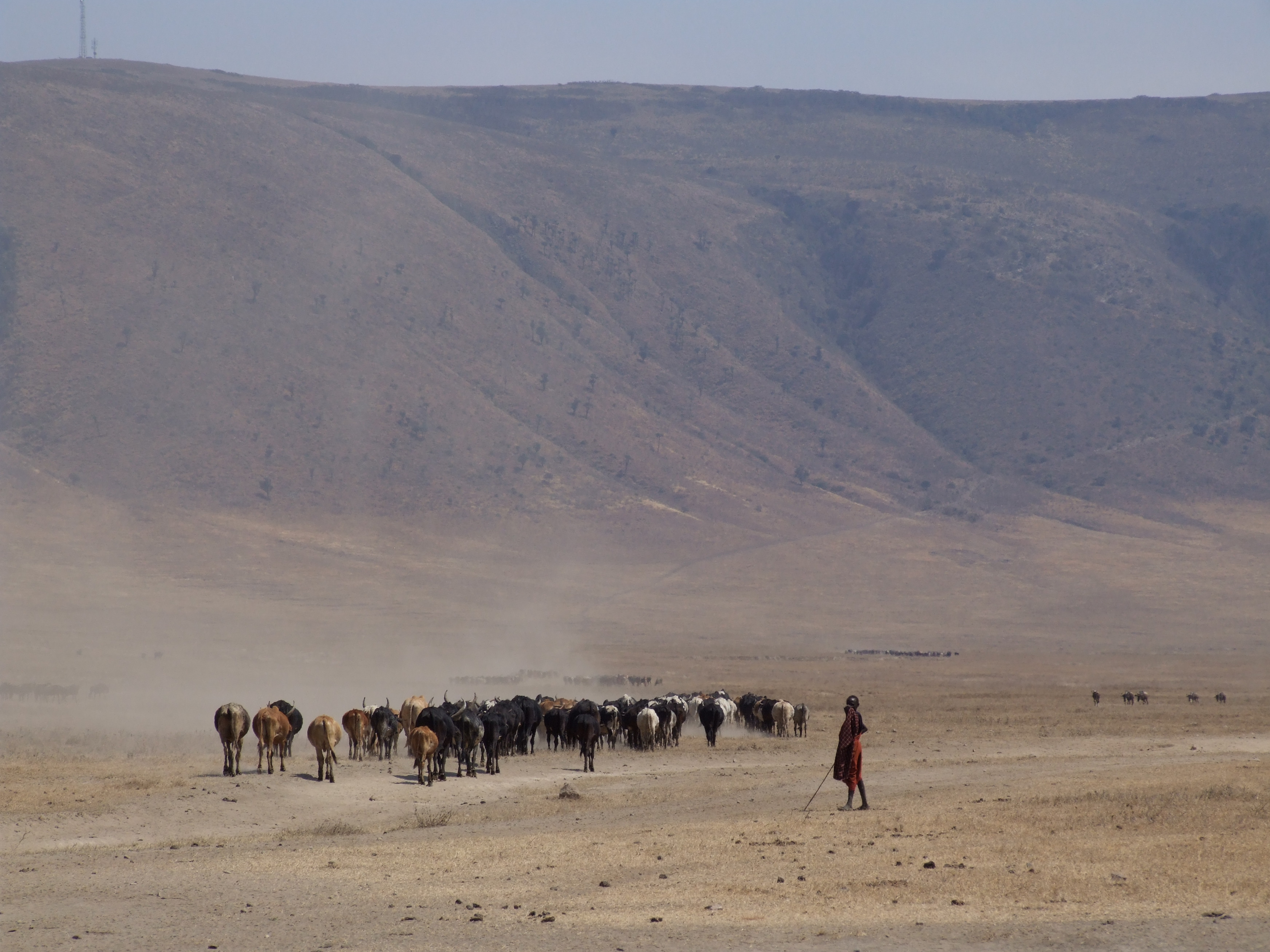
マサイの放牧

ヨーロッパ
 アンドラ
- The subalpine pastures of Andorra（アンドラの亜高山帯の牧草地）：2023年登録、世界遺産「マドリウ＝ペラフィタ＝クラロ渓谷」を含む
- Unique Austrian carp pond farming（アンドラの養鯉池農法）：2024年登録

 オーストリア
- Traditional Hay milk Farming in the Austrian Alpine Arc（オーストリアアルプス弧における伝統的な干し草酪農業）：2023年登録

 スペイン
- Malaga Raisin Production System in La Axarquía（ラ・アハルキア（英語版）のマラガ・レーズン生産システム）：2017年登録
- The Agricultural System of Valle Salado de Añana（アニャナ塩谷の農業システム）：2017年登録
- The Agricultural System Ancient Olive Trees Territorio Sénia（セニア地域のオリーブ古木による農業システム）：2018年登録
- Historical Irrigation System at l'Horta de València（オルタ・デ・バレンシアの歴史的灌漑システム）：2019年登録
- Agrosilvopastoral system Mountains of León（レオン山地の農林牧畜システム）：2022年登録
- Agricultural Systems in Jable and Volcanic Sands in Lanzarote Island（ランサローテ島のハブレ(海砂)とエナレナド(火山岩)の農業システム）：2025年登録

 イタリア
- Olive Groves of the Slopes between Assisi and Spoleto（アッシジとスポレートの間の丘陵地帯のオリーブ畑）：2018年登録
- Soave Traditional Vineyards（ソアーヴェの伝統的なワイン用ブドウ畑）：2018年登録

 ポルトガル
- Barroso Agro-sylvo-pastoral System（バローソ（英語版）の農業林間放牧システム）：2018年登録
- Montado Agrosilvipastoral System of the Serpa Hills（セルパ丘陵のモンタド・アグロシルヴィパストラル システム）：2025年登録

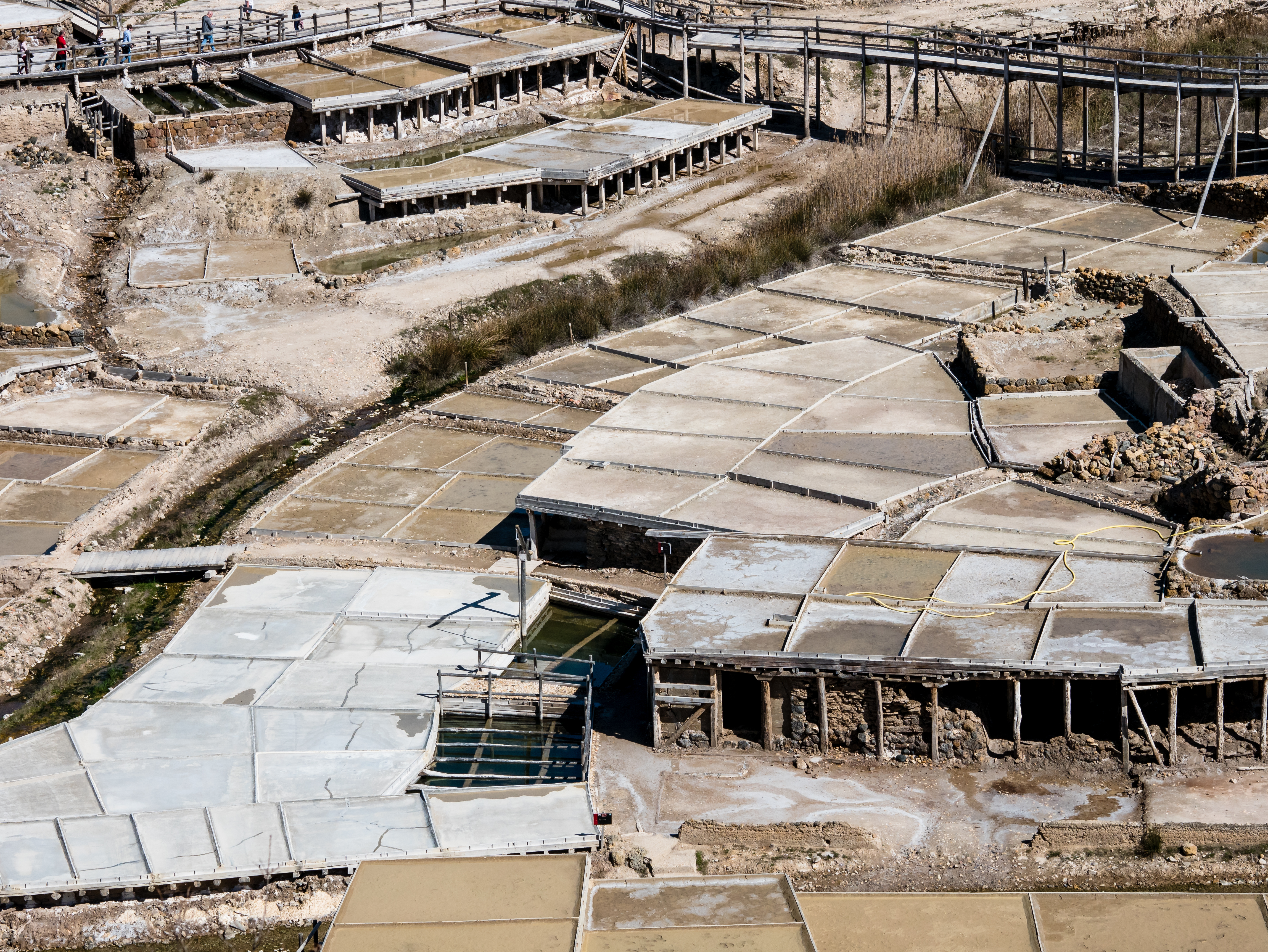
アニャナの塩田
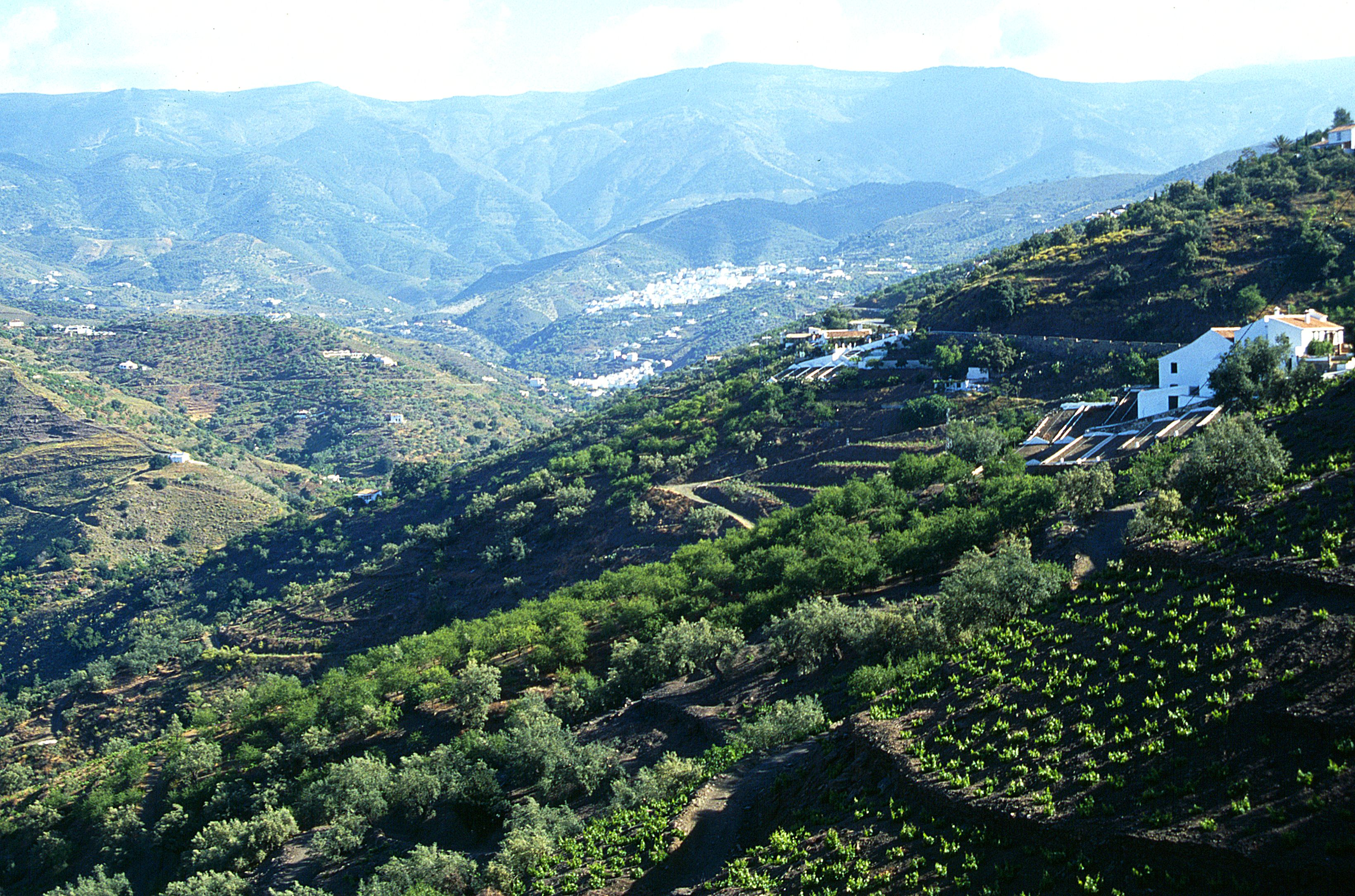
マラガの葡萄畑
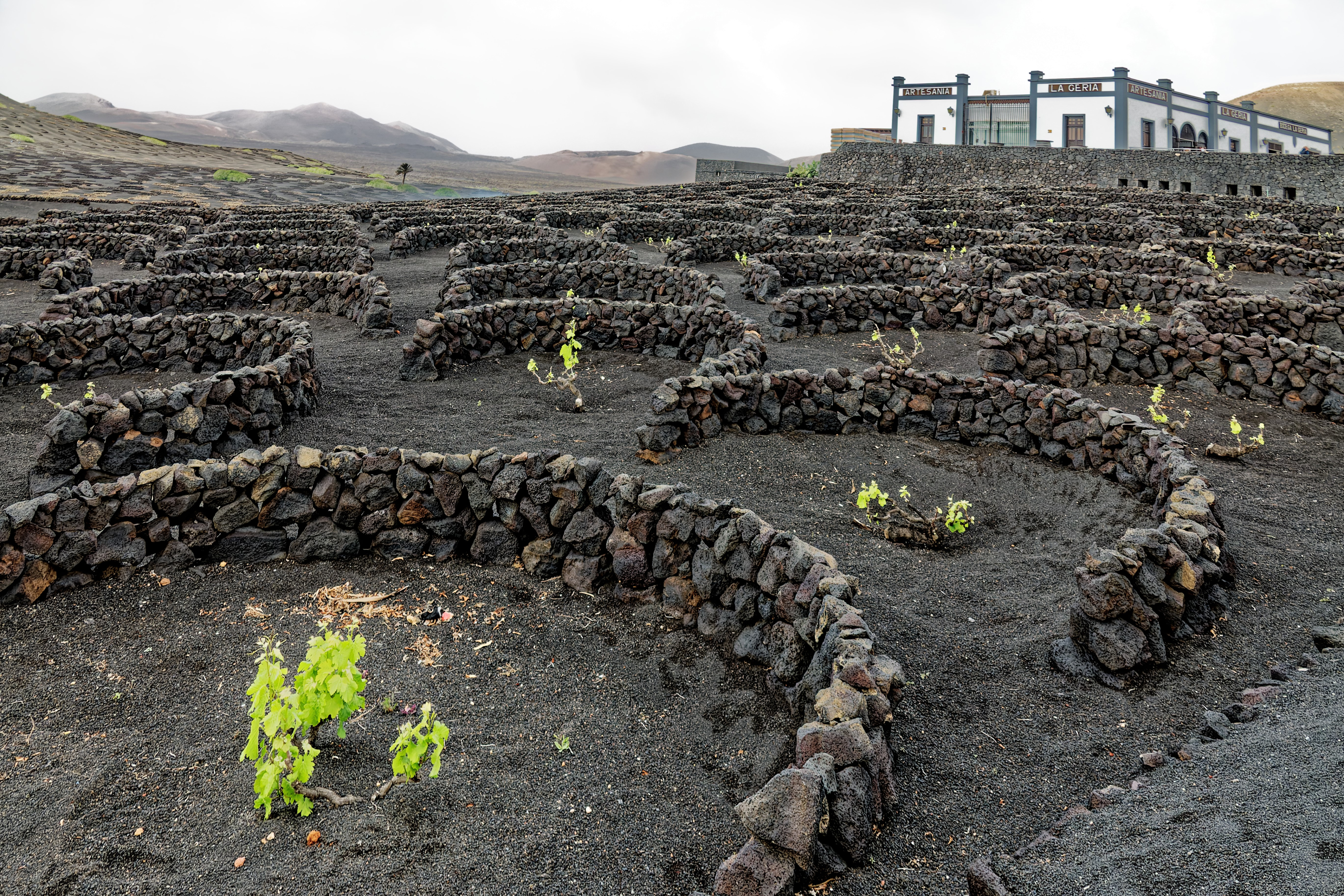
海砂を火山岩で囲ったランサローテ島の畑
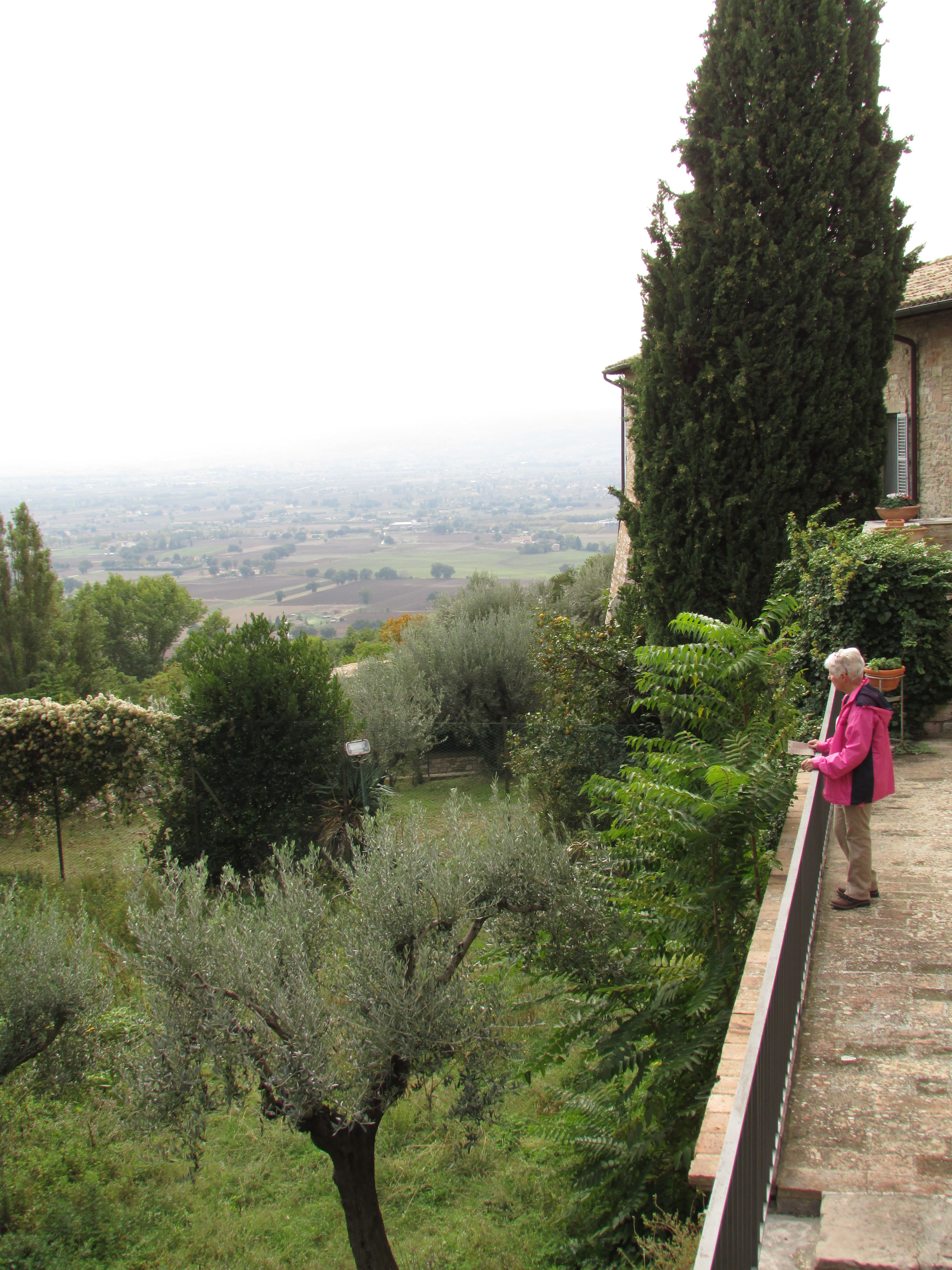
アッシジのオリーブ畑
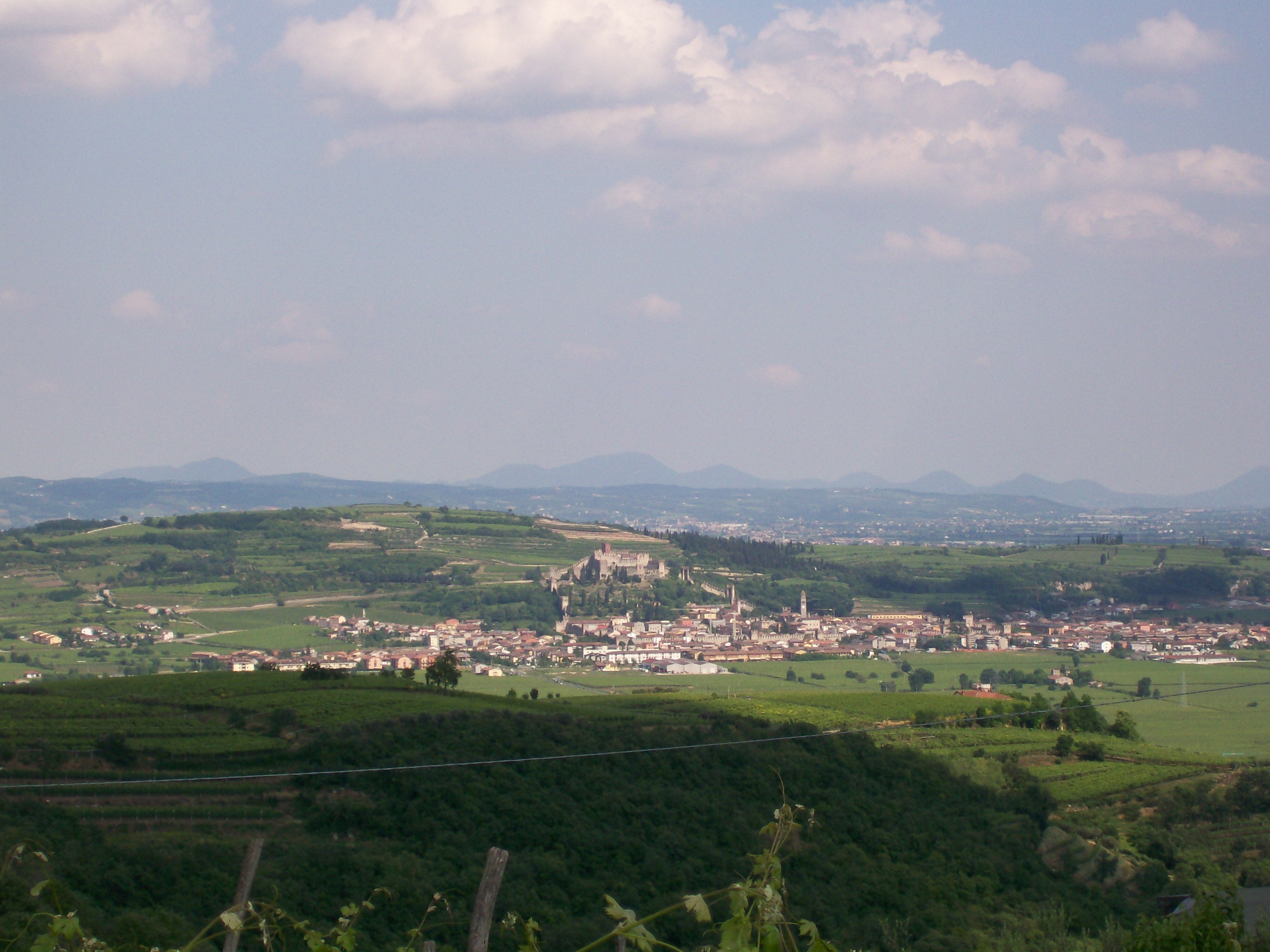
ソアーヴェの葡萄畑
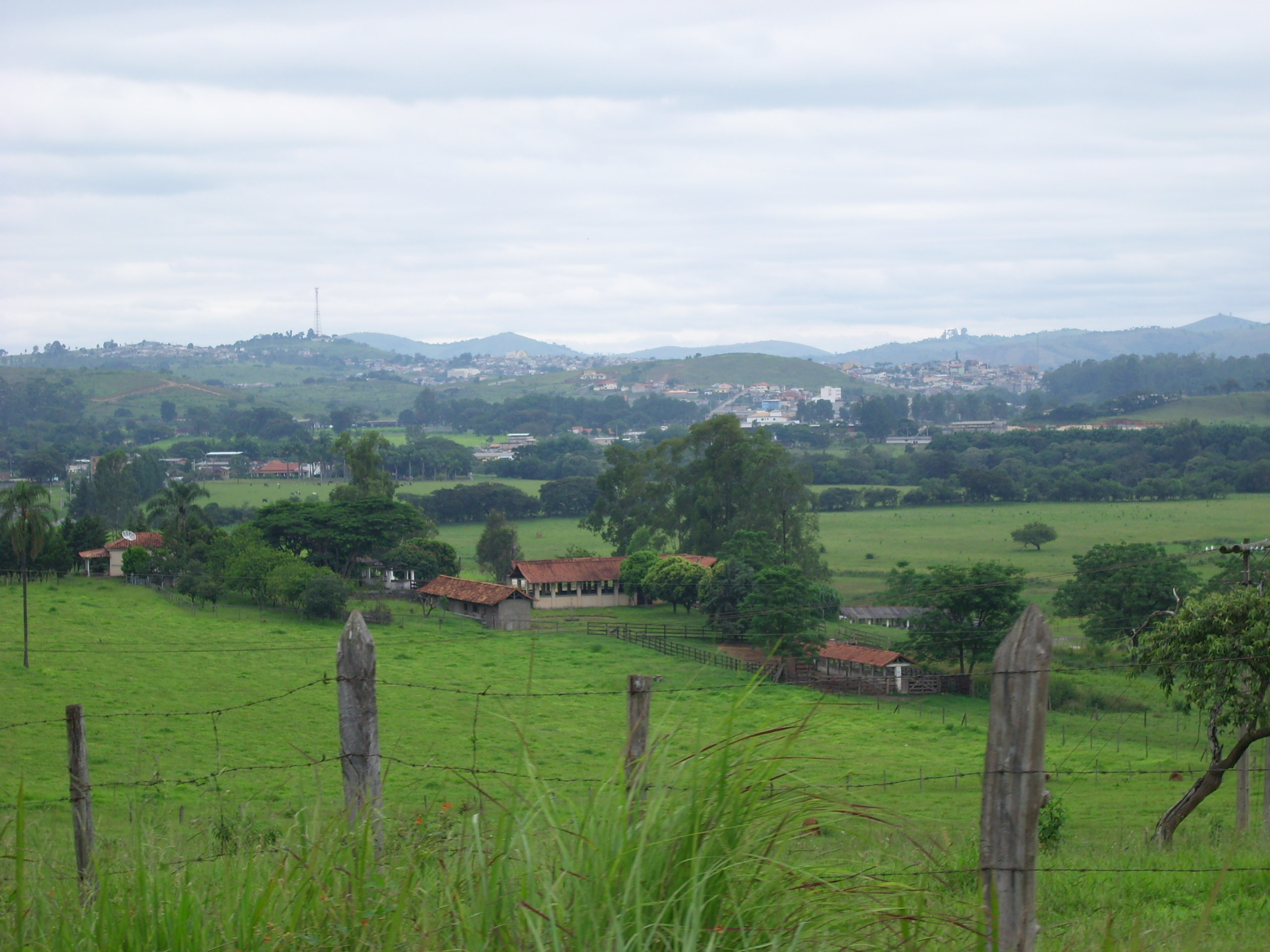
樹木があるバローソの放牧地

ラテンアメリカ
 ブラジル
- Traditional Agricultural System in the Southern Espinhaço Range, Minas Gerais（ミナスジェライス州のエスピニャソ山地（英語版）南部の伝統的農業システム）：2020年登録
- Shade-grown Erva Mate in Paraná（パラナ州のイェルバ・マテ日陰栽培）：2025年登録

 チリ
- Chiloé Agriculture（チロエ農業）：2011年登録、200種ものジャガイモ生産と種実類の栽培。

 エクアドル
- Andean chakra: an ancestral agricultural system of Kichwas Cotacachi Communities（アンデスのチャクラ：キチュワス（英語版）・コタカチ（英語版）・コミュニティの先祖伝来の農業システム）：2023年登録
- Amazonian Chakra, a traditional agroforestry system managed by Indigenous communities in Napo province（アマゾンのチャクラ：ナポ県の先住民コミュニティによって管理される伝統的な混農林業システム）：2023年登録

 メキシコ
- Chinampa system in Mexico（チナンパシステム）：2017年登録、同年かんがい施設遺産にも登録。世界遺産「メキシコシティ歴史地区とソチミルコ」のソチミルコにある
- Ich Kool: Mayan milpa of the Yucatan peninsula（イッチ・クール：ユカタン半島のマヤのミルパ（英語版））：2022年登録
- Metepantle Ancestral Agricultural System in Tlaxcala（トラスカラの先祖伝来メテパントレ（スペイン語版）(谷に囲まれた段々畑)農業システム）：2025年登録

 ペルー
- Andean Agriculture（アンデス農業）[6]：2011年登録、インカ文明から続くジャガイモ栽培と、高地でのアルパカ放牧。

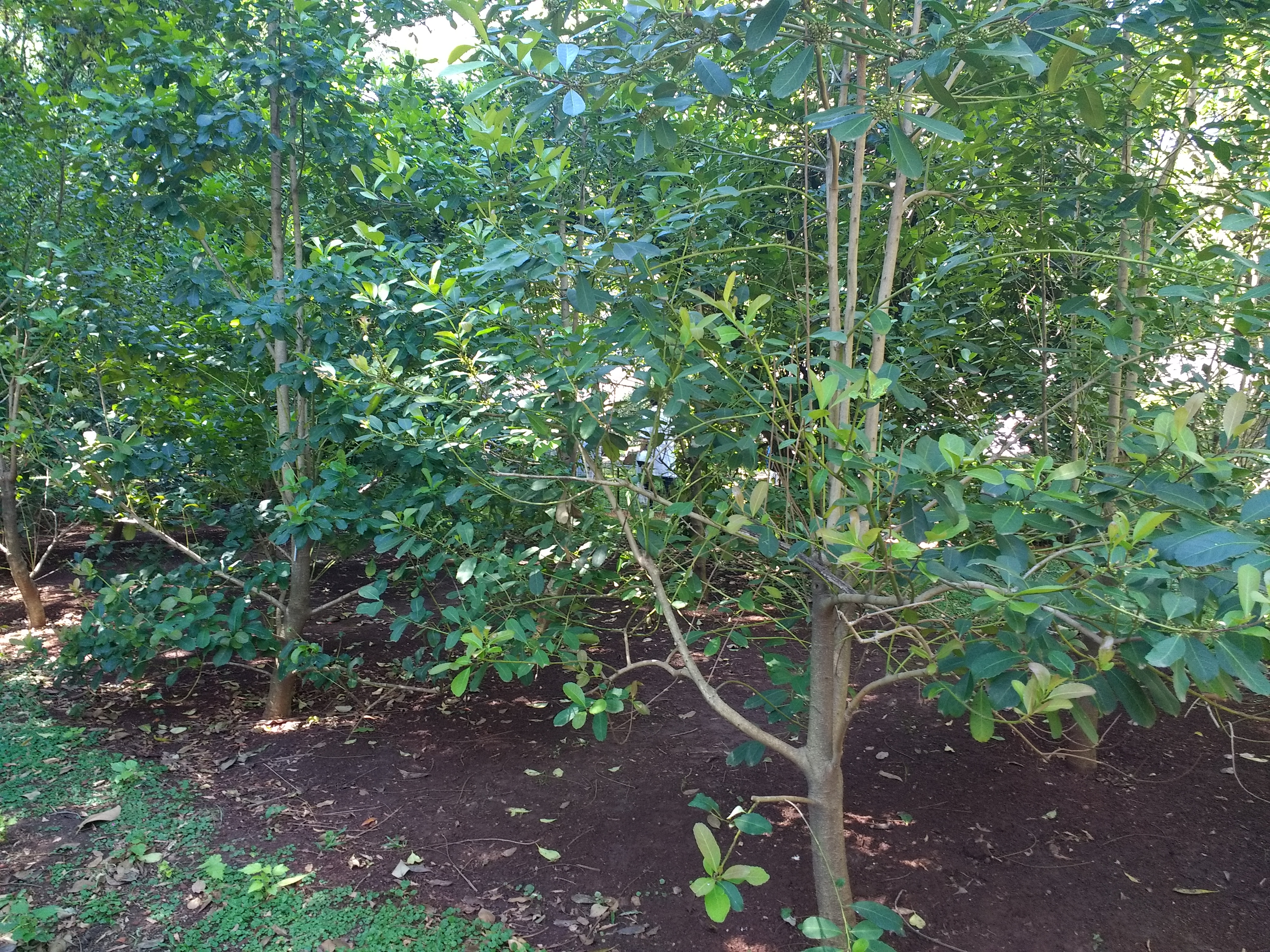
イェルバ・マテの日陰栽培
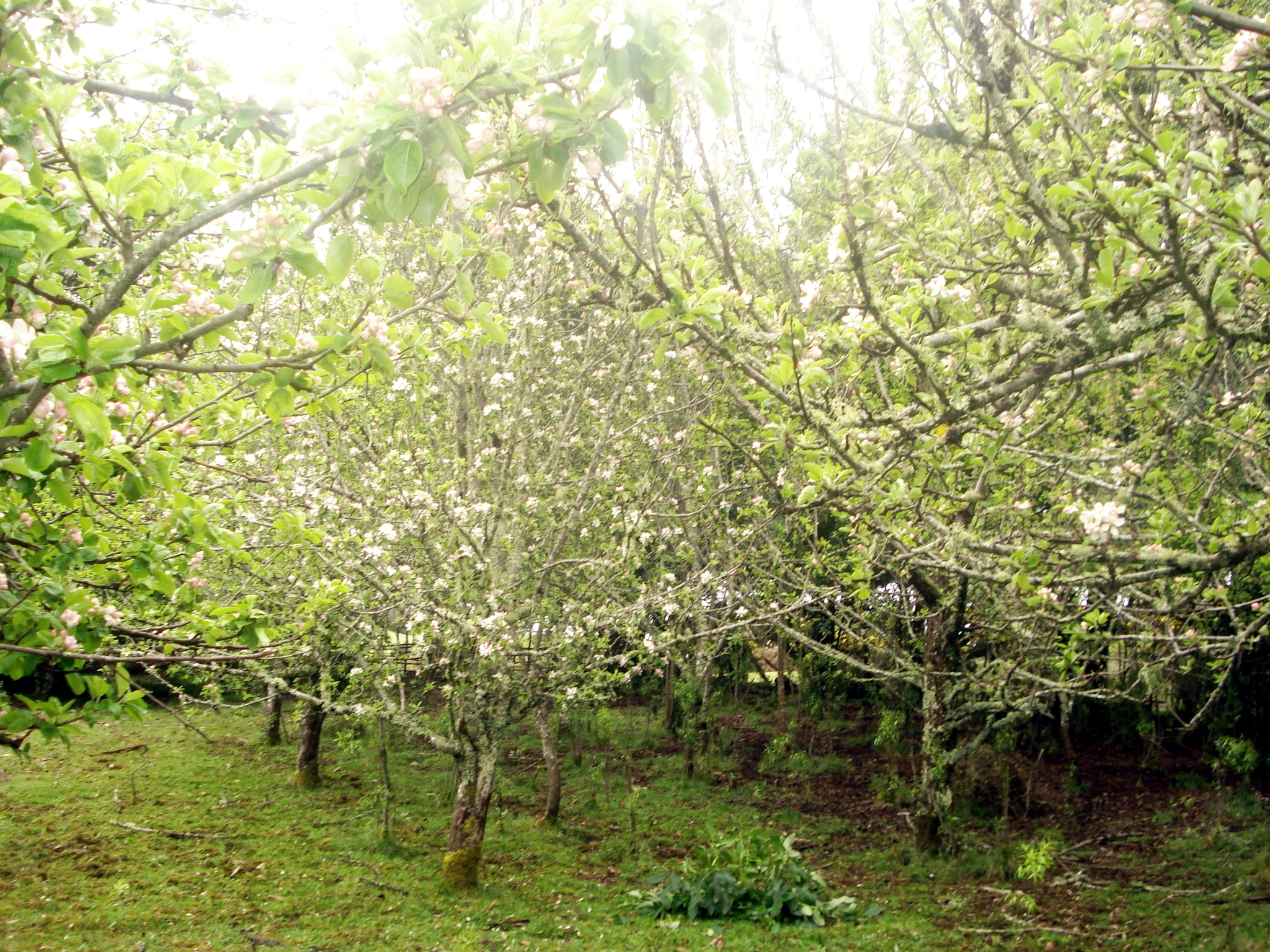
チロエの畑
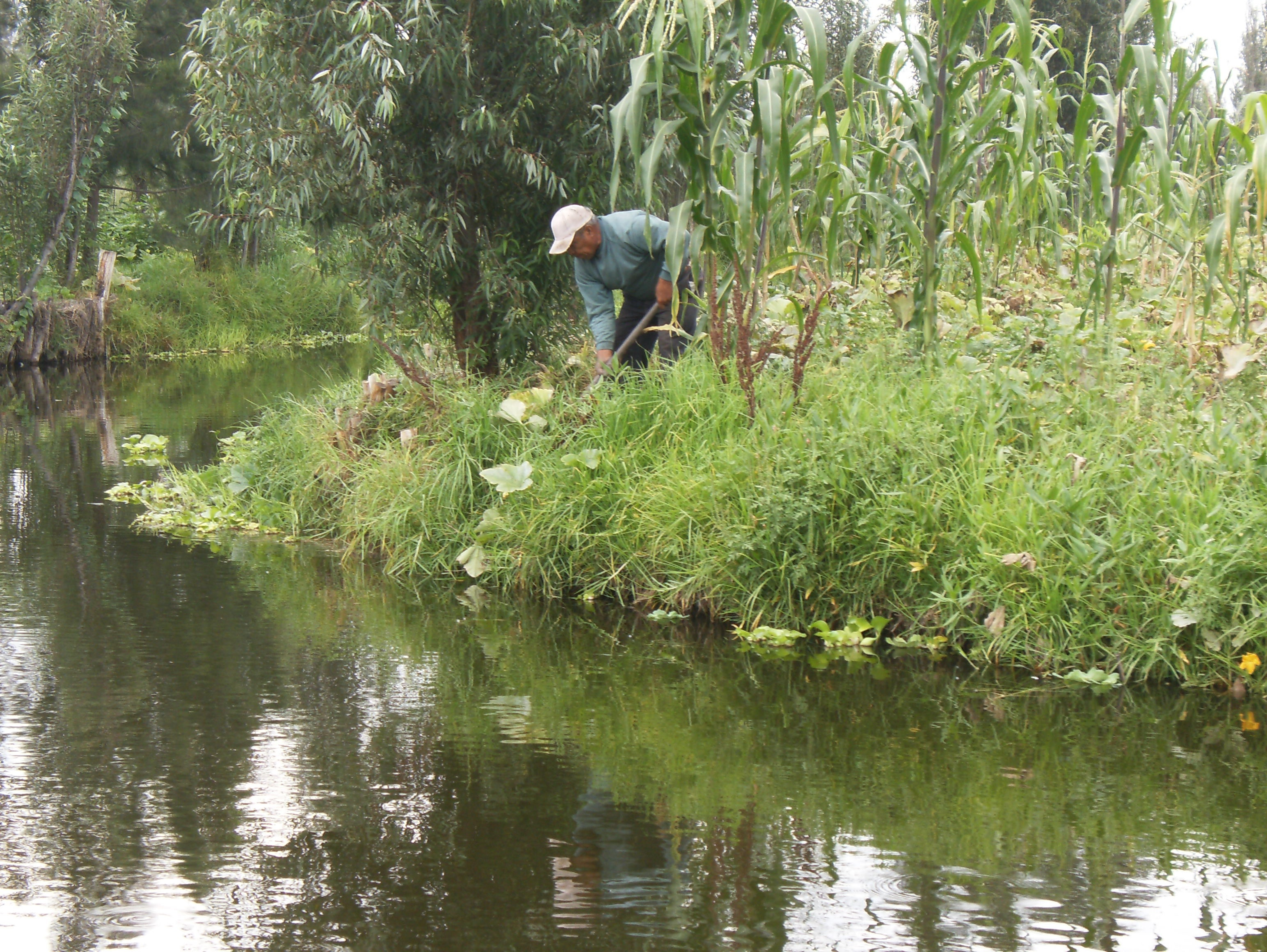
チナンパ
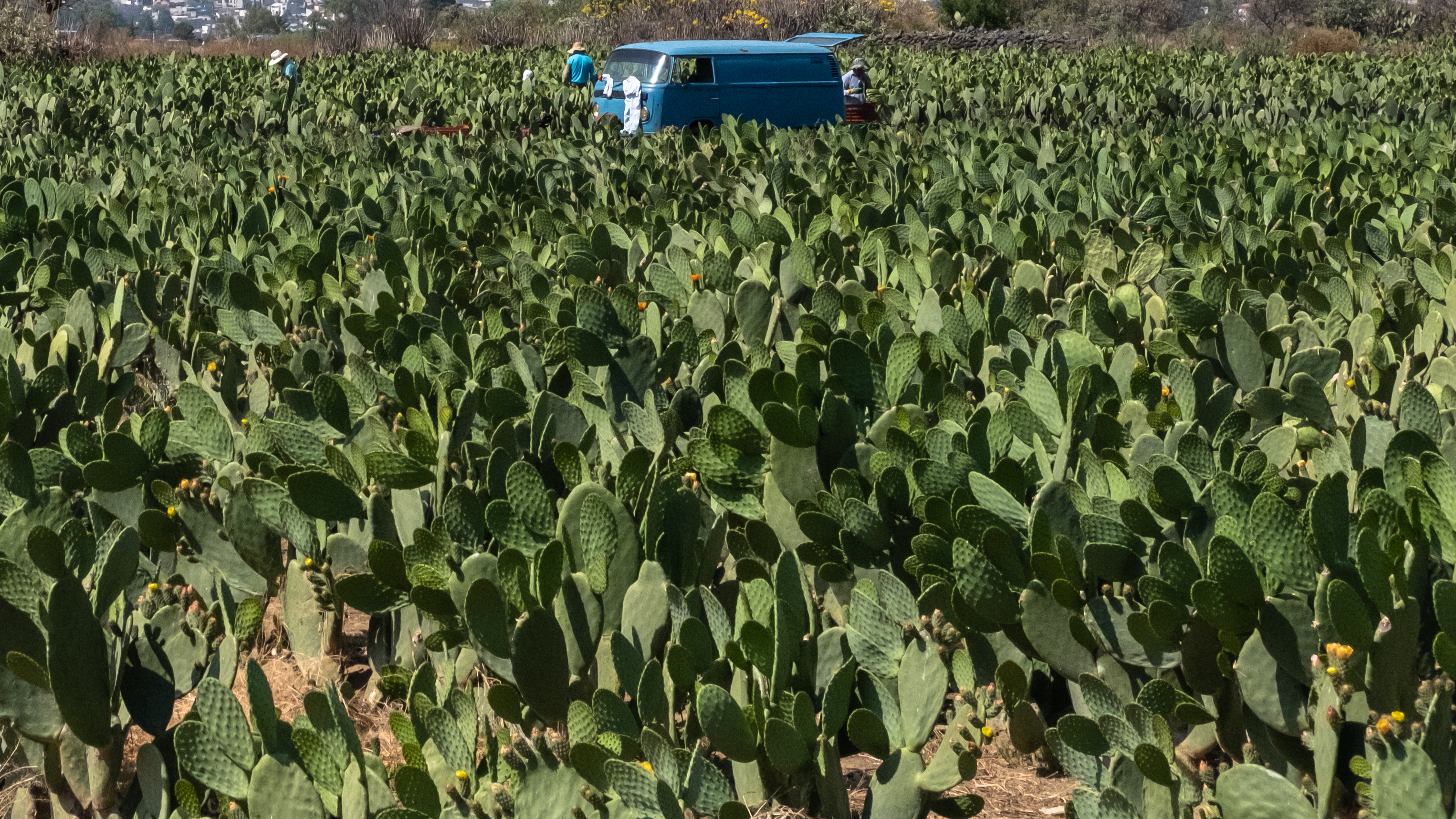
ミルパのサボテン畑
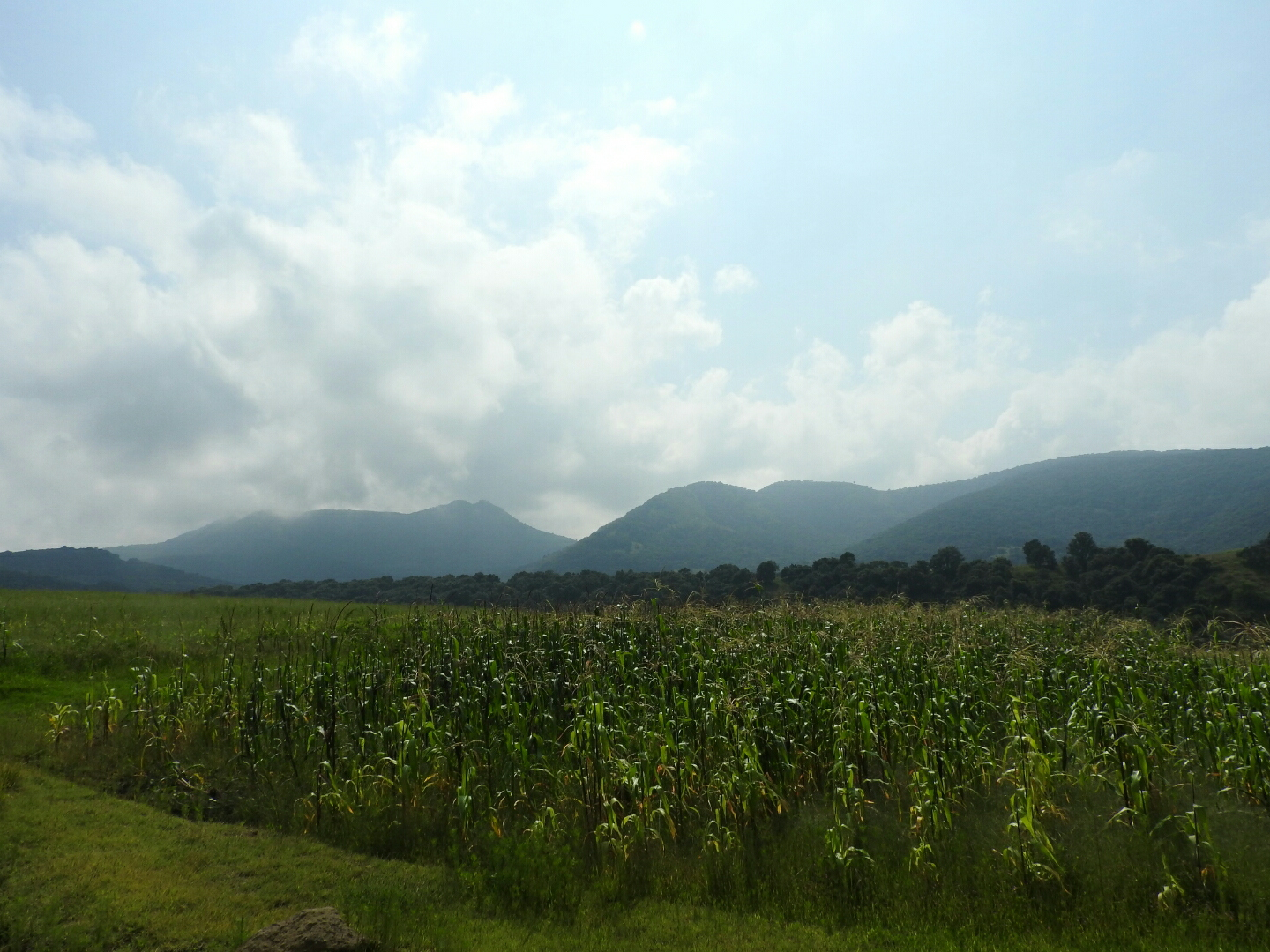
メテパントレ
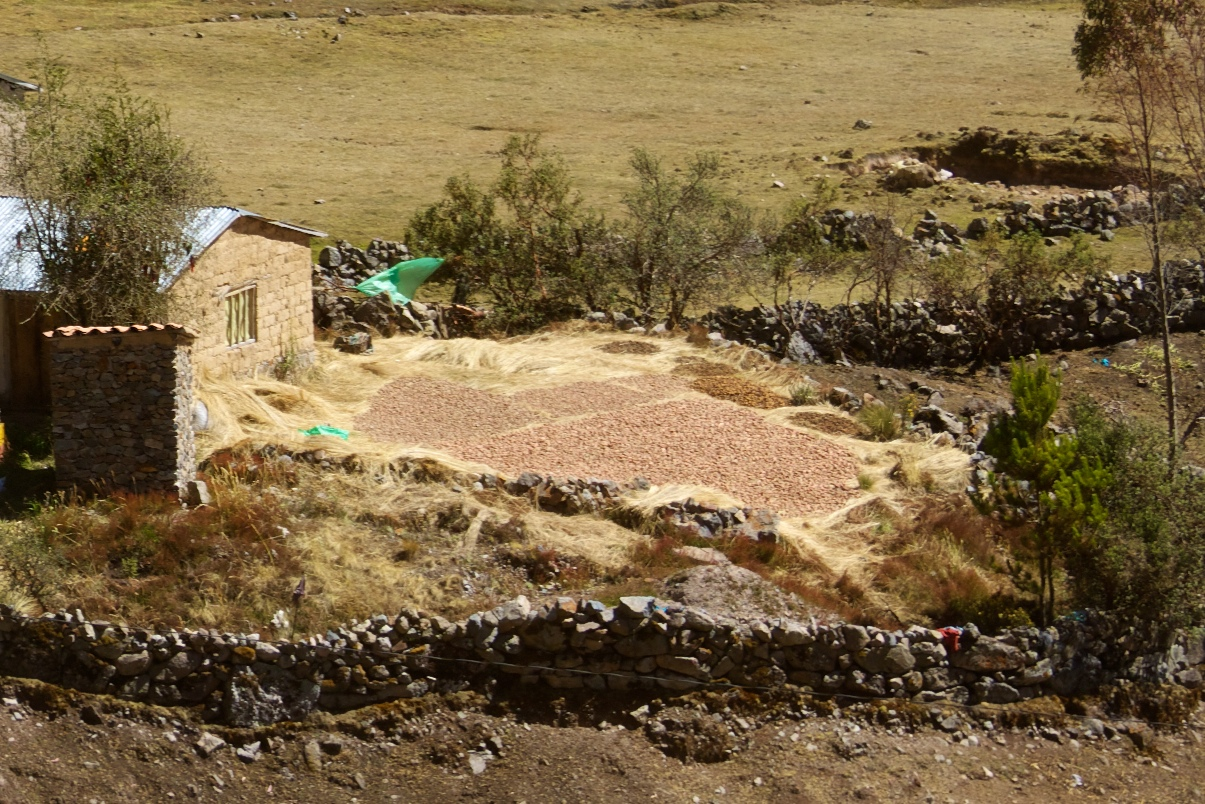
アンデスのジャガイモ栽培

## 登録手順
農業遺産の認定手続きは、初期段階においては年1回のFAO年次総会に合わせて行われ、その後専属のGIAHS会議を開催するようになったが、明文化された書式がなく慣例的に行われてきた。そこで2016年に科学審査委員会を設置し、「GIAHS認定手続きに関する指針」を策定した。同委員会はFAOにおける各地域区分から選出された7名の委員で構成され、認定審査も担当する。
原則として認定審査は年1回のGIAHS会議においてで、2017年は11月23〜25日に行われたが、日本の大崎耕土は12月12日に、静岡のわさび栽培と阿波の傾斜地農耕は2018年3月9日に追加認定が行われるなど変則的な対応もみられる。
日本からの推薦には、希望する地域が管轄の地方農政局に上申し、農林水産省の農村環境課農村環境対策室が推薦に相応しい物件であるかを判断し、農林水産大臣の名前で推薦が行われる。

## 傾向
伝統的な農林水産業を対象にするとはいえ、特定地域の農地で行われている単独の農法より広域連携性、さらに複合的な要素や生産管理体制も伴う「システム」を全体的に包括するようにしている。
地域全体における一次産業の相互補完（文化循環）による文化形成圏を対象とする例として、能登の里山里海では棚田農業だけではなく、天日で稲穂を乾かすはざ干し、炭焼きや漆器の輪島塗を支える漆栽培と漆掻きなどの林業、揚げ浜式製塩法、海女漁、鯔待ち櫓漁など、能登半島全域における山と海の恵みを活かした一次産業を対象としている。
なお、能登の里山里海は2011年（平成23年）に認定されたが、二年後に宝達志水町が追加認定されており、制度的に認定範囲の拡張が可能であることが確認された。

## 世界遺産との差異
世界遺産は不動産有形財構築物を対象とし厳正保護が目的であるのに対し、農業遺産は伝統的な農業手法の伝承（無形財産）とそれを行う農地や周辺環境（文化的環境・環境財）の保護も目的とし、農業遺産認定ブランドとして産物を売り出す遺産の商品化も認めている。
一例を上げると、世界遺産のフィリピン・コルディリェーラの棚田群は登録範囲がバナウェを中心とした約200平方kmの遺存状態が良好な限られた箇所に絞られているのに対し、農業遺産のイフガオの棚田はイフガオ族が暮らしパヨと呼ばれる棚田があるイフガオ州11市175村に跨る約680平方kmと、世界遺産の三倍以上の広さになる。特に世界遺産では文化的景観という概念が適用されていることから、農作業における機械化や農薬の使用なども制限され維持管理が難しいが、農業遺産では農民の生活向上も図るため各戸への電力供給なども推奨しており（娯楽用ではなく気象情報入手のためのテレビやインターネットの普及目的）、景観を阻害する恐れがある。また世界遺産では棚田の景観を重視するが、農業遺産では棚田周辺で行われる焼畑農地なども含んでいる。

## 問題点

### 国内
農業遺産は生産地の観光地化が目的ではないものの、登録地の宣伝効果と農業遺産の知名度の向上に伴い、観光客が増える傾向にある。その影響により、耕作地への立ち入りやプライバシー侵害が浮上しつつある（観光公害）。
農業遺産ブランドが浸透することで、海外で海賊版のような無断商標使用、或いは日本地名産地偽装品の流通に拍車がかかった。これまで日本には地理的表示保証制度がなかったため、「農林物資の規格化および品質表示の適正化に関する法律」の改正と「特定農林水産物等の名称の保護に関する法律」制定により、2015年（平成27年）6月1日より『GIマーク』の導入を始めたが、国外での取り締まりは困難である。

### 海外
農業遺産は効率向上のため工業化を認め、農家の生活向上を目指し副産物の製作も奨励しており、日本の6次産業化を注視しているが、中国においては加工工場への就労からルイスの転換点を向える本末転倒な事態も発生している。
農業=エコというイメージ・風潮があるが、生物多様性の観点からすると、人為的に単一作物を栽培することは連作障害などを招き環境負荷・環境破壊ともいえる。循環型とされる焼畑農業もインドネシア・スマトラ島の野焼きがシンガポールに深刻な煙害（ヘイズ）を与えている。
また、アフリカなど途上国の農業においては、プランテーション化による搾取や児童労働の問題も潜んでいる。
たばこのアメリカンスピリットの宣伝文句に「タバコは農業」とあり、キューバのビニャーレス渓谷でのタバコ栽培地が世界遺産になっているが、社会悪となった煙草の栽培に対する批判は免れない（たばこ規制枠組条約では栽培は否定していない）。

## 展開／展望
FAOはWFP（国際連合世界食糧計画）やUNEP（国際連合環境計画）そしてユネスコなどと、農業遺産を中心に農業・環境・食について連携を深めており、民間運動との相互補完も視野に入れている。一例として、公的なものとしては創造都市ネットワークの食部門、民間ではスローシティ運動や世界で最も美しい村運動、身土不二運動などが上げられる。
また、農林水産省は独自に日本農業遺産制度を創設。中国では重要農業文化遺産（中国重要农业文化遗产）、韓国でも国家農漁業遺産（농가유산・어업유산）として推進している。こうした各国の国内施策を「Nationally Important Agriculture Heritage Systems(NIAHS)」としてFAOが奨励している。